# Ken
ken（ケン、本名：北村 健（きたむら けん）、1968年11月28日 - ）は、日本のギタリスト、シンガーソングライター、音楽プロデューサー。
ロックバンド・L'Arc〜en〜Cielのギタリスト。元SONS OF ALL PUSSYSのボーカリスト・ギタリスト、元D'ARK〜EN〜CIEL、元P'UNK〜EN〜CIELのドラマー。

## 概要
学生時代から様々なバンド活動を行っているが、本格的な活動は1992年にL'Arc〜en〜Cielへ加入した頃から始まる。kenの演奏したギターが入ったスタジオ音源が販売されたのは、同バンドがオムニバスアルバム『Gimmick』に提供した楽曲「VOICE」が初となる。L'Arc〜en〜Cielではメインコンポーザーの一人として、現在までにミリオンセラーを記録した「花葬」や「NEO UNIVERSE」の他、「眠りによせて」「Vivid Colors」「夏の憂鬱」「the Fourth Avenue Café」「虹」「winter fall」「浸食 〜lose control〜」「forbidden lover」「叙情詩」「MY HEART DRAWS A DREAM」「DAYBREAK'S BELL」「CHASE」「Wings Flap」などの楽曲を作曲している。なお、kenは、L'Arc〜en〜Cielにおいて一番多く作曲を担当しており、このバンドで手掛けた作曲数はアレンジ違いを除き、50曲を超えている。
2002年には、元L'Arc〜en〜Cielのドラマーであるsakuraからの誘いがあり、日本でファッションモデルとして活動していた友人のEinを加えた3人でスリーピースバンド、SONS OF ALL PUSSYSを結成している。このバンドでは当初、1980年代後半から1990年代にかけて隆盛だったオルタナティヴ・ロックに寄った楽曲を制作・発表していたが、徐々に様々なアプローチで楽曲制作を行うようになり、約5年間ほど不定期で活動が続けられた。ただ、2006年に出演したライヴイベントを最後に活動が止まっている。
そして2006年からは、Ken名義でソロアーティストとしても活動を始めている。ソロ名義の活動においてKenは、基本的にボーカルを務めており、楽曲によってはギター、ピアノ、キーボード、プログラミングを担当している。さらにこのソロワークスでは、洋邦さまざまなアーティストの楽曲のカバーや、自身が好んで聴いてきた1970年代・80年代の頃のハードロックを彷彿とさせるギタープレイが光る楽曲を制作・発表している。なお、Kenは現在までに、アルバム2作品、シングル・単曲配信3作品、映像作品1作品を発表している。
他には、MUCCやBAROQUEなどのバンドの楽曲制作にプロデューサーとして参加したり、清春のソロデビューアルバム『poetry』にギタリストとしてゲスト参加している。
マネジメントは、L'Arc〜en〜Cielと同様に、MAVERICKが担当。所属レーベルは、MAVERICK内に設けられた、DANGER CRUE RECORDS。

## 来歴

### 生い立ち - 少年時代
1968年11月28日に滋賀県米原市内の病院にて生まれる。幼い頃は姉と遊んだり、友人と外で遊ぶことが多かったという。また、この頃は家にあった映画音楽のレコードをよく聴いていたという。中学に入ったあたりからエイジアなどのバンドや、日本のニューミュージックを聴くようになっている。
そしてkenは中学生の頃から、姉が使わなくなったフォークギターを触るようになった。初めてギターを触った頃を振り返り、kenは「姉貴が買ってもらったものだったんだけど、全然弾けないから放ってあったギターが家にあった。で、なんとなく、別に何か弾きたいっていうわけじゃなかったんだけど、単純に触ってみたいっていう興味だけで、そのギターに触ってみたいと思って、触ってみたらなんか楽しくって…ずっとそのまま。もらっちゃった！みたいな感じ」「ただ、人の曲を弾こう思ってコード譜を見ても、すごく難しくて上手く弾けなかったんですよ。それで、開放弦を利用してEmをEm7にしてみたり、FをFMaj7にしてみたり、自己流で崩して弾いたときの、響きの美しさに魅了されて好きになりました」と述懐している。その後、kenはエレクトリック・ギターを手にし、音楽に傾倒していくこととなる。
さらにこの頃は、実家の向かいに住んでいる一つ上の先輩（愛称：コウちゃん）の家に、近所に住んでいた一つ下の幼馴染のtetsuyaと3人で放課後に集まり、ほぼ毎日レコードを聴いていたという。kenは1996年に発売されたインタビュー本で、この頃を振り返り「俺が先にコウちゃんちに帰ったら、後からそこへtetsuが帰ってくる。その頃ってレコードを買ったらまずそこで聴く！みたいな感じだった。新しいのを見つけたらテープに録って、こんなんあるよ！とか。いろいろ聴きながらウダウダしてたよなぁ、ずーっと」と述懐している。なお、この3人の集まりは、一つ上の先輩が高校を卒業するまで続けられたという。ちなみにkenは、中学校の文化祭で初めてステージに立っており、オジー・オズボーンのコピーをしている。ちなみに、kenはこのときヴォーカルを担当しており、「ミスター・クローリー」をア・カペラでコピーしたという。

### 高校時代 - 名古屋工業大学工学部への進学
彦根東高等学校に入学した後は卓球部に入るが、本格的な練習を強いられる部活だったようで、次第に行かなくなり帰宅部になったという。そしていろいろなバンドにギターで参加するようになり、この頃から自分で曲を書くようになった。kenはこの当時について「ギター弾きながらオリジナルを作ったりしてた」「でも友達はコピーが中心だったな。俺ね、コピーは苦手だったんですよ。それに、なぜか曲を作りたい！っていう気持ちが強かった。だからと言って、その先それでどうすんだろう？っていうのはなかった」と語っている。
ちなみに、kenは高校の頃にtetsuyaに誘われ、ギタリストの脱退したByston-Wellに参加したことがあった。ただ、大学進学のため、わずか1年ほどでByston-Wellを抜けている。なお、後年tetsuyaは、この当時のkenについて「kenちゃんは当時からいい曲を書いていた」と述懐している。
上記のように高校生の頃からバンド活動、作曲活動を行っていたが、プロミュージシャンになろうという強い思いもなく、高校3年生になったタイミングでは「とりあえず大学に進学しよう」を考えていたという。そしてkenは、名古屋工業大学工学部への進学を決めている。なお、kenの家系には"教師"の職に就いている者が多かったため、当初kenは「先生もいいかな」と思っていたという。しかし、教師ではなかった父親からの反対もあったため、工学部への進学を決めたという。後年kenは、教師を目指すことを父親に反対されたエピソードについて「先生家族だったせい、その裏返しだったのかもしんない」と語っている。

### 大学時代 - tetsuyaからのバンド加入の誘い
大学に進学したものの、ken曰く「明確に何になりたいっていうのはなかった」といい、大学へ行ったり行かなかったりを繰り返していたという。この頃を振り返り、kenは「1年行って、1年全く行かなくなってとか。で、また1年行ってとか。そういう感じだったな」「人生がどこ行くかっていうのが決まることなのに、それほど深く考えてなかった」と述べている。こうした生活の中でkenは、再び何の気なしにバンドを始めるようになり、音楽の道も漠然と考えるようになったという。kenは当時のバンド活動について「バンドをやりつつ、なんかちょっと違うなぁ…と思うと、学校に行ったりとか。そういういい加減な感じで毎日を過ごしてましたね」と述懐している。
そして大学で専攻を選ぶ頃になると、kenは学業に興味が移り始めていったという。kenは、学業に興味が移り始めたころの心境について「学校に行きだすと、学校の面白さが今度は出てきてね。専門の授業が面白くなってきて。"ああ、これはこれで面白いな"と思いつつ、だからバンドと大学での勉強が、並行して進んでいった」と述べている。なお、kenが大学4年生のときに入った大学の研究室は、市之瀬敏勝が助教授を務めていた、コンクリートの耐震強度などを研究するゼミであった。
こうして建築学を専攻し始めたkenだったが、ゼミに入って約2ヶ月ほど経った1992年のある日、tetsuyaから「L'Arc〜en〜Cielに加入してくれないか」という電話が来ることになる。当時のL'Arc〜en〜Cielは、初代ギタリストのhiroが脱退してしまった頃で、新たなギタリストを探していた最中であった。そして、L'Arc〜en〜Cielのボーカリストであるhydeがtetsuyaに「kenは、どう？」という提案をしたこともあり、kenに加入打診をする流れとなった。hydeは、kenにバンド加入の打診をした背景について「以前から、kenの存在は知ってたんだ。tetsuyaの幼なじみで一緒にバンドをやってた人ってね。L'Arc〜en〜Cielのライヴにも何回か来てて、挨拶程度しかしてなかったけど、kenがやってるバンドのデモテープを聴かせてもらったりしてて、すごくいい曲を書くし、すごくカッコいいギターを弾くなって思ってたから、すぐに思い浮かんで」と2012年に発表した自叙伝で述懐している。

### L'Arc〜en〜Ciel加入、様々なバンド・プロジェクトでの活動 - 現在
tetsuyaがバンド加入の打診をしたときにkenは、学業と並行して就職活動も行っており、とあるゼネコンの一次面接に通った段階にあったという。そしてkenは、就職とバンド加入のどちらを選ぶか数日間考え、音楽の道に進むことを決断し、L'Arc〜en〜Cielへの加入を承諾する。こうしてkenは、L'Arc〜en〜Cielが当時活動場所としていた大阪に移ることになった。なお、kenはこのタイミングで大学に退学届を出しておらず、あえて休学としていた。そして1997年に当時のドラマー、sakuraが逮捕されたことによりバンドが活動休止した際に、再び大学に通い、翌年3月に卒業している。
kenはL'Arc〜en〜Cielに加入した後、ギタリスト、そしてメインコンポーザーの一人として楽曲制作およびライヴ活動に携わるようになった。特にL'Arc〜en〜Cielが活動初期の頃に発表したアルバム (『DUNE』-『True』) の収録曲は、ken作曲の楽曲が半数以上を占めており、それ以降のアルバム制作においてもkenが中心的なコンポーザーの役割を担っている。また、kenが加入した直後の1992年10月1日に発表されたオムニバスアルバム『Gimmick』には、kenが手掛けた楽曲「VOICE」が収録されているが、この曲がL'Arc〜en〜Cielとして初めてCDに収められたスタジオ音源となった。そしてL'Arc〜en〜Cielは、紆余曲折がありながら、ken加入から約1年後の1993年5月に1stアルバム『DUNE』を発表。1994年7月にはメジャーデビューシングル「眠りによせて」、2ndアルバム『Tierra』をリリースし、メジャーレーベルでの活動を開始した。メジャーデビューしてからもL'Arc〜en〜Cielは、メンバーチェンジを挟みながら活動を進め、30年以上のキャリアを積んでいくことになる。（その後の活動の詳細は『L'Arc〜en〜Cielの頁』を参照）
L'Arc〜en〜Cielとしての活動が約10年ほど続いたころ、2001年半ばあたりから、一部のメンバーの希望もあり、それぞれソロワークスを始めるようになる。ただ、kenはL'Arc〜en〜Cielでの積層するスケジュールに疲れていたこともあり、メンバーの中で唯一この年にソロワークスや別バンドでの音楽活動を行わなかった。なお、ken曰く、2001年は「麻雀と野球しかしてなかった」という。休養から約1年ほど経った2002年から、再びギターを弾き始め、L'Arc〜en〜Cielの元ドラマーであるsakuraに声をかけられたこともあり、ファッションモデルのEinを誘い、スリーピースバンド、SONS OF ALL PUSSYS（略称：S.O.A.P.）を結成し、別バンドでの活動を開始した。ken曰く「（SONS OF ALL PUSSYSで）CDを出すつもりはなかった」といい、バンド結成後半年間はライヴハウスでのライヴを中心に活動していたが、2003年2月6日に初の作品となる1stミニアルバム『GRACE』を発表している。ちなみにken曰く、S.O.A.P活動当初はスマッシング・パンプキンズやジェフ・バックリィといったアーティストを意識した楽曲を制作しようと考えていたというが、バンドで音源を作っていくにつれ、様々なアプローチで楽曲制作が行われるようになった。また、2003年から2004年にかけてS.O.A.P.主催によるライヴイベント「BUBBLE FESTiVAL」を開催。このイベントには、HYDEやacid androidといったL'Arc〜en〜Cielのメンバーのソロプロジェクトに加え、清春、La'cryma Christi、MONORAL、LUNKHEADといったバンドが参加している。さらにS.O.A.P.は、2003年に野外ロック・フェスティバル「SUMMER SONIC 03」に出演している。余談だが、kenはS.O.A.P.として活動していた頃、自身の出演の有無と関係なく、多くのフェスを観に行っていたという。その理由について、kenは2003年のL'Arc〜en〜Ciel活動再開後のインタビューで「（L'Arc〜en〜Cielが走りだした時のために）いろんな五感を喜ばしとけばいいんじゃないかなって」「パッと見には音楽じゃなくても、二次三次的に変えていったら音楽になるものに触れとくっていうことですよね。まあそれの一環としてフェス巡り（笑）。フジ・ロックも行きましたね」と述べている。（活動の詳細は『SONS OF ALL PUSSYSの頁』を参照）。
そして、2006年には自身初のソロシングル「Speed」をリリースし、Ken名義でソロ活動を本格的に開始している。kenは、バンド活動と並行しながら現在までソロワークスを進めており、洋邦さまざまなアーティストの楽曲のカバーや、自身が好んで聴いてきた1970年代・80年代の頃のハードロックを彷彿とさせるギタープレイが光る楽曲を数多く制作している。なお、kenはソロ名義の活動ではボーカルを担当している。ちなみにkenは、ソロ1stシングルを発売した際のインタビューで「ゲイリー・ムーアのカバーをライヴでやってみたら楽しいんじゃないかな、なんて考えてた」と語っており、カバーをやってみたいという思いから、ソロ名義の作品リリースがスタートしたことを示唆している。
さらに2008年からは、MUCCやBAROQUEといったバンドの音源制作の場でプロデューサーを担当するようになっている。また、2004年に旧友の清春が発表したソロアルバム『poetry』の収録曲「唯一遠くへ」、2021年にCharがアーティスト全体総指揮、楽曲提供、プロデュースを担当したチャリティーソング「We Love Music」の制作にギタリストとして参加している。そして2022年には、逹瑯（MUCC）に自身初の楽曲提供を行っている。なお、逹瑯に提供した楽曲「the love letter feat.DURAN」の制作には、DURAN（ex.Made in Asia、ex.a flood of circle）が参加している。
音楽活動以外では、かつて音楽雑誌『WHAT's IN?』で編集者やスタッフとの雑談を文字起こしした「放談我報」、音楽雑誌『音楽と人』で自身の日常を綴った「Ken牛乳」の連載を持っていたことがある。この2つの連載は、2010年に単行本『放談我報X』、2013年に単行本『Ken牛乳』としてそれぞれ刊行されている。また、雑誌『Weeklyぴあ』では2005年10月から約2年半にわたって「IRON MAIKEN」という対談企画が連載されていた。この企画は、L'Arc〜en〜Cielが在籍するレーベル、Ki/oon Recordsに当時所属していたアーティストを中心にゲストを招き、kenと"ヘヴィメタル"をテーマに対談するというもので、セイジ（ギターウルフ）や宇多丸（RHYMESTER）、PUFFY、チャットモンチー、DOES、DISCO TWINS、TAKE（FLOW）、GOT'S（FLOW）らとの対談が行われた。また、2007年1月には企画タイトルの元ネタとなったヘヴィメタル・バンド、アイアン・メイデンのギタリストであるエイドリアン・スミスとの特別対談が掲載されている。

### バンド・ソロワークス遍歴
(※) 太字はバンドもしくはユニット。正式メンバーとして参加していないバンドに関しては除外。
- DOBERMAN
- Byston-Well
- THE CLARE
- L'Arc〜en〜Ciel 1992年 - 現在）
  - D'ARK〜EN〜CIEL （1995年 - 1996年）
  - P'UNK〜EN〜CIEL （2004年 - 2012年）
- SONS OF ALL PUSSYS （2002年 - 2006年）
- Ken （2006年 - 現在）

## 音楽性

### パート
L'Arc〜en〜Cielでは、本職のギターだけでなく、楽曲によってはピアノやキーボード、プログラミング、マニピュレート、パーカッション、オートハープ、ヴィブラフォン、タンバリンをレコーディングで担当している。さらに、L'Arc〜en〜Cielのパートチェンジバンド、D'ARK〜EN〜CIELではKën D'Ark名義で、P'UNK〜EN〜CIELではKEN P'UNK名義でドラムを担当している。
L'Arc〜en〜Cielのライヴでは「静かの海で」や「LOVE FLIES」でコーラスを担当しているが、スタジオ音源でコーラスを担当している楽曲は少ない。ただ、2002年にSONS OF ALL PUSSYSでボーカルを担当するようになって以降は、「Coming Closer」や「Pretty girl」など、自作した楽曲のレコーディングでコーラスを時折担当するようになっている。また、「winter fall」「Butterfly's Sleep」「finale」「ALONE EN LA VIDA」の弦編曲、「LOST HEAVEN」のキーボード編曲、「Pretty girl」の管編曲を担当しており、外部のアレンジャーと共同で作業を行っている。
2006年から開始したソロ名義での活動では、ボーカルとギターを務めており、ほぼすべての楽曲の作詞・作曲・編曲・プロデュースを自らの手で行っている。また、曲によってはピアノ、キーボード、カリンバを担当している。

### 楽曲制作
kenが在籍するL'Arc〜en〜Cielは、"メンバー全員がソングライター"というバンドスタイルを採っている。kenはL'Arc〜en〜Cielの楽曲の作曲を一番多く手掛けており、作曲数はリアレンジ音源などを除き50曲を超えている。そのためkenは、メンバー全員が作曲を担当するかたちを採っているL'Arc〜en〜Cielというバンドにおいて、中心的なコンポーザーに位置付けられる。ちなみに、L'Arc〜en〜Cielのメンバーであるhydeは、kenが作る楽曲について「L'Arc〜en〜Cielの核」と表現したことがある。なお、結成初期のL'Arc〜en〜Cielでは、コード進行やオケを作った者が作曲者としてクレジットされることが慣例になっていたが、1996年に発表したシングル「風にきえないで」（作曲：tetsuya）からは作曲者がオケに加え歌メロも制作するようになっている。
ちなみにken曰く、オリジナル曲を作り始めたのは高校生の頃だったという。kenは、高校生の頃を振り返り「ギター弾きながらオリジナルを作ったりしてた」「友達はコピーが中心だったな。俺ね、コピーは苦手だったんですよ。それに、なぜか曲を作りたい！っていう気持ちが強かった。だからと言って、その先それでどうすんだろう？っていうのはなかった」と述懐している。また、kenは高校の頃にtetsuyaに誘われ、ギタリストの脱退したByston-Wellに参加したことがあったが、このバンドではkenが作ったオリジナル楽曲も演奏していたいう。そして、kenが学生時代に趣味の一環で制作していた楽曲は、L'Arc〜en〜Cielの1stアルバム『DUNE』に、「Taste of love」「Be destined」としていくつか収録されることになった。なお、6thアルバム『ark』に収められた「Butterfly's Sleep」の制作では、kenがByston-Wellに在籍していた頃に作った楽曲のメロディの一部を採用している。
L'Arc〜en〜Cielが活動初期の頃に発表した1stアルバム『DUNE』から3rdアルバム『heavenly』に収められた楽曲は、ken作曲の楽曲が半数以上を占めており、「Voice」や「As if in a dream」「風の行方」「Vivid Colors」「ガラス玉」など、kenが作る曲を中心にアルバムが制作されている。ただ、メジャーで発表したアルバム2作のセールスが振るわなかったことで、レコード会社のスタッフに「ラルクは売れない」と言われるようになったという。こういった声を耳にしたkenは、1996年に開始した『True』の制作で、マスへのアプローチを意識し、ポップなメロディをつけた楽曲の制作に取り組むことにしたという。後年kenは、2004年に受けた音楽雑誌のインタビューで、アルバム『True』を制作していた頃の心境について「（L'Arc〜en〜Cielが）売れねえって声が聞こえた時、自分が一番曲を書いていたんです。で、"曲が悪いんだろう"、"俺が悪いんだろう"、"そりゃ売れねえの作ってるよ、俺は"と思ってたわけです。そこから始まったのかもしれない」と述懐している。そしてkenは、このアルバムから「Lies and Truth」や「the Fourth Avenue Café」「Fare Well」といったストリングスやホーンを大々的に導入した音源も手掛けるようになった。また、kenはこの頃から、楽曲にキーボードの音色を多く採り入れるようになっている。ken曰く、かつてはギター、ベース、ドラムといったロックバンドの基本的なフォーマットでない、キーボードの音を大幅導入することに葛藤があったという。後年kenは、この時期から多様な楽器を取り入れていった背景について「キーボードを入れたら、煌びやかに、世に言う"まとまって聴こえる"みたいな、レンジもおさえられるしこういう作り方もあるなとは思っていたんですけど、これをやっていいのかどうか...結果やっちゃったんですけど（笑）。そこがL'Arc〜en〜Cielに関わる人間として脳みそを切り替えた一番のポイントかもしれないですね」と述懐している。
その後sakuraがL'Arc〜en〜Cielから脱退することになり、活動休止期間を経て、新たなメンバーであるyukihiroと5thアルバム『HEART』を制作することになる。その際kenは「こんな時期に（売上）枚数のこと言う人もいない」ということで、前作『True』で確立したL'Arc〜en〜Cielなりのポップ・ミュージックを基本としながらも、『True』とは違うアプローチで音源制作を行うようになった。また、このアルバムに収録された「Shout at the Devil」や「fate」に表れているように、徐々にオルタナティヴ・ロックやグランジに寄ったギターアプローチで制作を行うようになっていった。
ちなみにkenは、L'Arc〜en〜Cielがヒットを飛ばしていた1999年頃に、アップテンポの明るい楽曲を制作できなくなっていたという。その理由について、kenは当時「周りから過剰に明るい曲を求められてるような空気を感じたとたんに、もう全然書けなくなって」と述べていた。ただ、L'Arc〜en〜Cielの活動が2001年から約3年ほど止まった間に心境の変化が生まれ、2004年に発表した9thアルバム『SMILE』以降は、時折明るいポップ・ミュージックを手掛けるようになっている。ちなみにken曰く、L'Arc〜en〜Cielの活動休止期間に、SONS OF ALL PUSSYSとして野外ロックフェスへ参加したり、観客としてフェスを観に行ったことが、明るい曲を書くひとつのきっかけになったという。kenは、2004年に受けたインタビューにおいて「（これまでは）明るい曲って受けつけなかったんですね。（中略）でも、（L'Arc〜en〜Cielの活動が止まった）3年の間に明るい曲が人を元気にしたり、カーステで鳴らしてイエーイっていうだけでも音楽の意味があるんじゃないかと思い始めて。そういう曲も書いてみたいなと思って書き始めた」「前だったら打ち込みっぽい曲を作ってみようとか、変拍子でビックリさせようとか、アルペジオとか使ってザ・キュアーみたいな雰囲気でバッキングトラックを作ったらどうかとかがあったんですけど...今はまた立ち返って、こういうふうなとか、ああいうふうなとか、ラウドロックとか、ハードロックとか、"何とかロック"じゃなく、シンプルなロックを上手く自分達が楽しめてやれればいいなと思った」と心境の変化を述べている。なお、9thアルバム『SMILE』の制作では、1960年代・70年代の頃のフォークとロックを意識したポップスとして「Feeling Fine」を作曲している。
kenが作曲したL'Arc〜en〜Cielの代表的な楽曲として、バンド名の日本語訳でありバンドにとっての代表曲でもある「虹」や、ミリオンセラーを記録した「花葬」「NEO UNIVERSE」があげられる。さらにkenは、チャート首位を飾った「winter fall」や「MY HEART DRAWS A DREAM」「DAYBREAK'S BELL」も作曲している。
また、kenは他に、ボサノヴァを思わせるアレンジに歪んだギターサウンドをのせた「眠りによせて」や、ピアノの弾き語りのような「瞳に映るもの」、レゲエをブレンドした「Wind of Gold」、変拍子を多用したオカルティックな印象のある「浸食 〜lose control〜」、マーチング・ビートのようなドラミングと壮大な上ものが印象的な「forbidden lover」、浮遊感の強いシンセサイザーのサウンドが印象的な映画音楽のような「the silver shining」、ギターリフが印象的なハードナンバー「THE NEPENTHES」、クラシカルなイントロからモダンな16ビートに展開する「叙情詩」、ラテンのリズムを採り入れたシンセ・ポップテイストの「Wings Flap」など、様々なジャンルの境界線を越えたボーダレスな楽曲を制作している。さらにkenは、トラディショナルな趣のあるサウンドが印象的な「Coming Closer」や、ゴシックやインダストリアルから派生したダーク・エレクトロのムードを纏った「EVERLASTING」も作曲している。なお、ken曰く、この2曲は「架空の異国民謡」を意識して作ったといい、2004年に発表した「Coming Closer」に関しては「一つの転機になった」と述べていたことがある。
2002年から活動を開始したインディーズバンド、SONS OF ALL PUSSYS（略称：S.O.A.P.）では当初、1990年代のオルタナティヴ・ロックを意識した楽曲制作が行われていた。kenは1stミニアルバム『GRACE』を発表した当時に受けたインタビューで「（結成）当時口にしてたのはスマッシング・パンプキンズとかジェフ・バックリィだったけど、そういう空気感っていう程度」と語っており、同アルバムに収録された「A Song For You」や「PRIVATE RELIGION」は結成時のコンセプトで録音作業が行われていたという。また、L'Arc〜en〜Cielでの楽曲制作・ライヴ制作と異なる点として、同期モノの少ないサウンド作りが為されている。kenは、S.O.A.P.でのギターアプローチについて「自然にローコードが増えてきたり、同期モノがないから、ベースと歌との間を埋めていくような雰囲気のギターが増えてきてはいるね」と述べている。ちなみにS.O.A.P.では、L'Arc〜en〜Cielとして活動していた時期や活動休止期間にデモ制作が行われたものの、音源化されていなかった楽曲も発表されている。なお、2ndミニアルバム『gimme A guitar』に収録された楽曲「gimme A guitar」は結成前からデモがあり、シングル「Paradise」のカップリングとして収録された楽曲「Moving on」は発表の約10年以上前からデモ音源が存在していた。
2006年から開始したソロ名義の活動において制作された楽曲は、kenが学生時代に好んでいたハードロックやヘヴィ・メタルの要素を随所から嗅ぎ取ることができる「Deeper」「S」「Blow」の他、「Repose in Sound Sleep」のようなピアノ・インストゥルメンタルを手掛けている。kenはアルバム『IN PHYSICAL』を発表した際に受けたインタビューで、ソロ名義で制作した楽曲について「「In Physical」とか「My Angel」のソロとかは、曲調はこうだけどこういう要素がほしいよなってとこで（ひらめいた瞬間に）パッと弾いちゃってるから、やっぱハードロックが好きなんだなっていうところが出てるなって（笑）、後になって思います」「ギターソロはアドリブで、これは弾きすぎてるとかそうじゃないとか、考えずに弾いたからかな？その分、不確定要素が強いというか。たとえば、「In Physical」は打ち込みでずーっと作ってきてて。そこにぐにゃぐにゃした有機的な要素を入れたいなと思ってギターをポンと入れて。だから、ハードロックな要素を入れようとしてるわけじゃなかったんですけど、慣れ親しんでるのがそこ（ハードロック）だから、ああいう感じになるっていうことですよね」と述べている。また、2010年にソロ名義で発表したミニアルバム『The Party』では、ライヴのバックバンドメンバーを務める白田一秀（PRESENCE、GRAND SLAM）と秦野猛行（L'Arc〜en〜Cielサポート）とのコライト体制で音源制作を行っている。コライトを取り入れた経緯・効果について、kenは「自分ひとりの瞬発力で作ってたとしても、その手前には自分の経験があって、そこから曲なりが出てくるじゃない？でも共作だと、ほかの人の経験なんて知らないし、人の感覚なんてわからないところから突然出てくる」と述べている。他には、映画で使用された楽曲のカバーや、ライヴイベント「MUCC Presents Trigger In The Box」で披露した50分に及ぶアンビエントセッションの音源を「Ambient before the Trigger (Live at Trigger In The Box 2019)」というタイトルで発表している。
自身の曲作りのスタンスに関して、kenは「無理矢理、作ろうとするのではなくて、その時に自分が感じる空気をそのまま曲にするという作り方ですね。空気って、説明するのが難しいんですけど、それがあるかないかでまったく違うんですよ。そのなかに空気がなかったら、作る意味はないかなって、ちょっと思います」と語っている。 また、kenは、自身の思うポップ・ミュージック像について「特殊なものが整合性を持った時にポップになると思ってる」「凄く難しいことなんですけど、その時代を背負ってなきゃいけないくせに、その時代と一緒になったらダメなんですよね。と、思ってるんですよ。そこの隙間を見つけた時だと思う」と述べている。
さらにken曰く、自身の楽曲制作には、飽き性な性格が影響しているという。kenは、2010年に受けた音楽雑誌のインタビューで「何回もその方法でやってくうちに、自分が飽きちゃうのも知ってるから。もう1回やろうよってなった時、自然にそうなればいいけど"あの方法があったじゃん"でやるのは、後なぞりな気がして嫌なんですよ」「あの時自然にやってたことが、方法論のひとつになっちゃうのが嫌なのかな。だから逆に、飽きるほどやったことないもんね。飽きるほどやったことないくせに、その手前で、飽きたら嫌だなって、ずっと言ってる」「"お、そういうことしたことないねえ"って思った時が、いちばんワクワクする」と述べている。このようにkenは、その時々の気分で音源制作の方向性や手法をガラリと変えることが多い。例えば、L'Arc〜en〜Cielとして「fate」「花葬」「forbidden lover」を制作していた頃は特定のテンポにこだわって作ってみたり、「NEO UNIVERSE」の制作ではメジャーのコードから始まる曲を意識的に作ってみたり、「Wings Flap」では普段使うソフトウェア・シンセサイザーを敢えて使わずデモを作っている。
L'Arc〜en〜Cielの共同プロデューサーを務める岡野ハジメ（ex.PINK）は、作曲家・ギタリストとしてのkenの印象について「kenは楽曲制作する上で＜構築モード＞と＜一期一会モード＞の2つの人格がある」と評している。また、岡野は「曲の構造が彼の中に構築されてる場合は最初から凄く緻密」と語っている。ちなみにkenは、2010年に受けた音楽雑誌のインタビューの中で、自身の作曲姿勢について「気分のタイミングで動いた方が、脳みそにあるイメージを出しやすい人間なのかなと思う。だからアレンジとか進んでても、"思いついたからこれ!"とか、"いろいろ言ってたけどやっぱそれなし!"とか、そうやって作ってる方が、自分としてはスムーズで」「完璧という言葉に対して、もうどうでもよくなってる。俺の中の完璧と、人の言う完璧は違うのかもしれないなあ。繊細かつざっくりやりたいというか。行き当たりばったりみたいなやりかたは、そのざっくり感が欲しいんだと思う」と語っている。このようにkenは、楽曲を緻密に構築していくアプローチと、自分の感覚で試行錯誤していくアプローチを、その時の気分で使い分けながら楽曲制作を行っていることがうかがえる。
なお、kenは、ほかのメンバーが作曲した音源のレコーディングにおいても、中心的なポジションで制作に携わることが多い。hydeは、コンポーザー・アレンジャーとしてのkenについて「自分達にはわからないレベルの音楽的な部分は、彼に一任しているので。（中略）彼が作ってくるデモの時点でかなり完成されてるんで。そういう意味で、彼の曲じゃない曲をやる時にも頼りになるっていう感じです。常に上にいる人って感じかな」「（バンドメンバーの）みんな、kenには一目置いてると思う。アレンジ面だったり、エンジニア的な音質の部分だったり、ダビングの構築であったり。もちろん、作曲家としても他に類を見ない存在で。自分と比べても、音楽的に優れてる」と述べている。また、tetsuyaは、kenについて「（幼なじみだから）kenの才能はわかってたけど、kenより凄い人は当然もっといるんだろうなと思ってたんですけど、実際探してみるといないんですよね。近すぎてわからなかったというか」「彼はギターに対してというよりも全体を見てるから。ギタリストだからそれをギターでやろうっていうタイプじゃなくて、全体を考えてる」と述べている。
さらに岡野ハジメは、kenのアレンジワークについて「kenちゃんはアレンジができて、譜面の読み書きもできる人です。彼と仕事をしていて、凄く勉強になったのは…（中略）kenちゃんは内声に凄くこだわるんですよね。ギタリストだからでしょうけど、ミッドのところをどうするか、歌と他の楽器の音が当たっていないか、ストリングスの中でビオラの帯域をどうするか？といった、内声の動きにこだわるんです」と評している。また、ロックバンド、THE NOVEMBERSの小林祐介は、kenが作る楽曲の印象について「kenさんは作曲の理論だったり、ギターでいうボイシングやグルーヴの作り方、アンサンブルの組み方にいつもハッとさせられます」と述べている。
ちなみにkenは、L'Arc〜en〜Cielでの作品づくりについて「＜音は音でしかない＞って僕が思ってるのは事実なんですけど、hydeの歌詞が乗ったとき、そこには何かがあるんですよね」「hydeがバンドの顔として言葉を綴ってまとめ上げていることによって、僕の音楽に対する節操のなさがバリエーションとして響いているんだろうし、さらにtetsuのプレイやyukihiroのプレイによっても、アルバムがちゃんと筋が通ったものになって行っているんだろうなと思う」と語っている。また、kenは音楽を作るという行為や、リスナーと音楽を共有する感覚について「何かの本を読んで、科学者や音楽とか芸術をする人は、結局は神の存在を感じさせる作業をしていると。で、音楽は放っといたとしても、科学の人なんていうのは、こまいこまい事実を繋ぎ止めてって、結局はすごい細かい現実的なことを突き付けるんだけど、それの結果、感覚としては"神はいるかも"みたいな、逆の感覚に至るみたいなのが――神って、宗教的な話じゃなくね、"おお、素晴らしいな、世界って"みたいな気分でいいと思うんですけど――音楽にもそういうことがあるのだと。"この部分はこうだ"と脳みそではわかってしまった上でも。そこで"わかったわかったわかったよ"じゃなくて"わかったわかった。それをこうしてこうして、こうしてやり遂げることによって、素晴らしき気分を聴いてくれる人と共有できたらな"っていう、何て言うんでしょうね。バンドをやっていくひとりとして、なんかちょっと"目標ができてうれしいな"みたいな気分ですね」と述べている。
2024年現在L'Arc～en～Cielとして発表した自身作曲の楽曲は2015年発表の「Wings Flap」(hydeとの共作)まで遡ることとなり、約9年間kenが作曲にクレジットされたL'Arc～en～Cielの楽曲は発表されていない。

### 音楽ルーツ・音楽的嗜好
1970年代・1980年代のハードロック、ヘヴィメタル、ニュー・ウェイヴを特に好きなジャンルとしてあげている。他には映画音楽やボサノヴァ、プログレッシブ・ロック、オルタナティヴ・ロック、オルタナティヴ・メタル、そして日本のニューミュージックなどを好んで聴いている。
音楽に興味を持ち始めたのは、小学生の頃、家にあったニーノ・ロータ作曲の「ゴッドファーザー 愛のテーマ」などの映画音楽が収められたレコードを聴いたことがきっかけだったという。後年kenは、映画音楽のレコードを聴いていた当時の心境を振り返り、「なんかすごい切ない気分になるんすよね、ああいうの聴いてると。なんで小学生があんな切ない気持ちになってたのかわかんないですけど、切なかったですね」「悲しいのに気分がいいんですよね。あれは不思議な気分ですよね」と述べている。他に映画音楽では、ジョン・ウィリアムズやジョン・バリーなどが手掛けた曲を当時よく聴いていたという。また、映画を通じて、そのアーティストの楽曲を聴き始めることも多かったようで、自身が2021年に音楽ストリーミングサービスで公開したプレイリストには、ボブ・ディランやマイルス・デイヴィス、ハリー・ニルソン、ビル・コンティ、B・J・トーマスなどが制作した映画音楽・主題歌を多く組み入れている。ちなみにkenはソロ名義で、映画『いそしぎ』に使われた楽曲「シャドウ・オブ・ユア・スマイル」、映画『奇跡の海』に使われた楽曲「イン・ア・ブロークン・ドリーム」のカバー音源を発表したことがある。また、kenはソロ名義で開催したライヴツアー「Ken TOUR 2010 “Hey! Join The Party!”」で、映画『バグダッド・カフェ』に使われた楽曲「コーリング・ユー」をカバーしたこともある。
ちなみに幼少期の頃は、自身の父からの影響で映画音楽やニニ・ロッソを、姉からの影響で松山千春をよく聴いていたという。なお、kenは2009年に、松山千春の楽曲「白い花」のカバー音源をソロ名義で発表している。
中学生になった頃には、日本のニューミュージックを聴くようになったが、友人の影響から徐々にハードロック、ヘヴィメタルに傾倒していったという。kenは1996年に受けたインタビューで、HR/HMを聴くようになった経緯について「昔からいたんだけど、そのコも徐々にそうなってきたのかな？そのコとよく遊んでたから、そのコの家に学校帰り寄ったりしてレコードを聴かせてもらった。"コレいいんだよ"とか、聴かされたのがハードロックで、ものすごい音で、"なんじゃぁぁぁっ！"みたいな衝撃で、すげぇと思った」と述懐している。この当時のハードロックあるいはヘヴィメタルでは、ゲイリー・ムーアやジョン・サイクス、マイケル・シェンカー、レッド・ツェッペリン、スコーピオンズ、アイアン・メイデン、イングヴェイ・マルムスティーン、アルカトラス、アクセプト、オーヴァーキル、デフ・レパード、スレイヤーなどを聴いていたという。なお、kenは2008年に発行された単行本『IRON MAIKEN』の中で、「無人島に持っていくメタルのアルバム3枚」という質問に対し、ジューダス・プリースト、ヴァンデンバーグ、ブラック・サバスの作品をあげている。余談だが、kenはこの当時、友人の家に集まって音楽を聴いていたというが、そこには後にL'Arc～en～Cielのベーシストとなるtetsuyaもいたという。こういった背景があり、kenはソロ名義で開催したライヴにtetsuyaをゲストとして招待した際、当時2人が聴いていたトゥイステッド・シスターの楽曲「ウィー・アー・ノット・ゴナ・テイク・イット」をtetsuyaとセッションしている。また、中学生になってからは、ハードロックやヘヴィメタルの他に、エイジアやピンク・フロイド、キング・クリムゾンといったプログレッシブ・ロックもよく聴いていたという。
なお、上記のように中学生時代からHR/HMに夢中になったが、1980年代後半から流行したLAメタルにはあまり傾倒しなかったという。kenは2006年に受けた音楽雑誌のインタビューで「LAメタルとかも聴くには聴いたけど、そこまでハマらなかった。まわりにはジョージ・リンチが好きな人とか、多かったけど」と語っている。ちなみに、1990年代・2000年代以降に隆盛を迎えたメタルバンドでは、アリス・イン・チェインズ、パンテラ、クリーター、ネヴァーモア、メシュガー、コーン、ラムシュタイン、システム・オブ・ア・ダウン、テキサス・ヒッピー・コアリションなどを聴いているようで、これらアーティストの楽曲を自身のプレイリストに入れ、音楽ストリーミングサービス上にアップしている。
HR/HMをよく聴くようになったkenだったが、暗さを求めて徐々にニュー・ウェイヴやポストパンクへ興味が移っていくことになる。この頃の心境の変化について、後年kenは「元々ハード・ロックの中でも、（ギター）ソロがキレイだとか、ガッツがあるっていう部分のほかに、暗いところが好きだったりして。けど、そういう部分がハード・ロックじゃ足りない面もあるんだよねって話をしたら、ザ・キュアーを勧められて」と述べている。前記のジャンルとされるアーティストでは、ザ・キュアーやデペッシュ・モード、U2、ザ・スミスのジョニー・マーが在籍していた頃のザ・ザなどを好んで聴いていた。特にザ・キュアーのサウンドメイキングは、L'Arc〜en〜Cielの活動最初期の楽曲制作において、ひとつのイメージになっていたという。kenは、2004年に受けたインタビューで「アルペジオとか使ってザ・キュアーみたいな雰囲気でバッキングトラックを作ったらどうかとかがあった」と述懐している。また、kenは数多くの好きなギタリストの中でも、ジョニー・マーの名前を頻繁にあげているが、ザ・ザに在籍していた頃が特に好みだったと語っている。後年kenは、ジョニー・マーのギタープレイについて「バッキングのパターンとか、シンプルだけど印象に残るし、アルペジオとかメロディーとか、すごくカッコ良かったんで、ザ・ザ時代のジョニー・マーが好きなんだよね」と述べている。また、他のアーティストでは、ロイ・ブキャナンやジミ・ヘンドリックス、イギー・ポップ、サンタナ、ママス&パパス、イーグルス、ラモーンズ、バッド・ブレインズ、デヴィッド・シルヴィアン、ジャパン、アンビシャス・ラバーズ、ジョン・ゾーンが手掛ける楽曲も好きで聴いていたという。さらに、カーティス・メイフィールドやリー・リトナー、パット・メセニー・グループ、ビル・フリゼールといったソウルやジャズ・フュージョンも好んで聴いていたという。一方でkenは、当時ヒットしていた邦楽をあまり聴いてきておらず、2004年に受けた音楽雑誌のインタビューの中で「自分が聴いてきた音楽は全然100万枚ヒットのものじゃないし、チャートを聴いてたわけでもなかった」と述べている。
ちなみにkenは、自身の音楽観が変わるきっかけになったアーティストとして、ボブ・マーリーやポリスといった、レゲエもしくはレゲエの要素を含んだ楽曲を手掛けるミュージシャンの名前をあげたことがある。kenは2004年に受けたインタビューで、前記のアーティストに惹かれた理由について「そのリズム感を感じさせるためのメロディとか、そのリズム感を感じさせるためのヨレ方を取り入れると、演奏するほうも聴いている方もハッピーになれると感じた」と述べている。また、1997年に訪れたイギリス・ロンドンで観たライヴの中で、印象に残ったアーティストとしてザ・フーやニック・ケイヴの名前を出していたこともある。
他にもkenは様々なジャンルの音楽を聴いている。例えば、ジェフ・バックリィ、ストーン・テンプル・パイロッツ、レッド・ホット・チリ・ペッパーズ、スマッシング・パンプキンズ、プラシーボ、コールドプレイ、ヤー・ヤー・ヤーズといったオルタナティヴ・ロックや、アビー・リンカーン、カーペンターズ、ビースティ・ボーイズ、フィッシュボーン、スタイル・カウンシル、フェアーグラウンド・アトラクション、トレイシー・チャップマン、スウィング・アウト・シスター、バーズム、ドクター・ドレー、ブレナン・ハート、エスタス・トンネ、スカーロードなどが手掛ける楽曲を好んで聴いているという。また、クラシック音楽やボサノヴァも好きで時折聴いているという。
余談だが、kenは2000年代後半以降、自身が主催もしくは出演したライヴイベントなどで、頻繁にカバーを披露している。kenはこれまでに、アントニオ・カルロス・ジョビン作曲の「デサフィナード」や、エヴァリー・ブラザースの楽曲「クライング・イン・ザ・レイン」、ジョン・サイクス&フィル・ライノットの楽曲「プリーズ・ドント・リーヴ・ミー」、ユーリズミックスの楽曲「ヒア・カムズ・ザ・レイン・アゲイン」、ブラーの楽曲「ソング2」、フォール・アウト・ボーイの楽曲「サンクス・フォー・ザ・メモリーズ」、コールドプレイの楽曲「ヴィヴァ・ラ・ヴィダ」、レディー・ガガの楽曲「バッド・ロマンス」を披露したことがある。他には、44MAGNUMの楽曲「STREET ROCK'N ROLLER」や、GRANDSLAMの楽曲「INTO THE NIGHT」といった日本のハードロックバンドのカバーも行っている。
ちなみにkenは2007年に受けたインタビューで、自身が好む音楽について「上手く言えないんですけど、パッと浸れるもの ――自分がパッと聴いて浸れたり、見えてる景色が違って見えたり、目を瞑ったら違うところに行けたりっていう、音楽ってそういうものだと思ってて。だからアブストラクトな音楽でもポップとされている音楽でも、それさえあればいいなと思ってるんですよね」と述べている。
なお、L'Arc〜en〜Cielは2020年以降に開催したライヴにおいて、開演前に様々なアーティストの楽曲で構成されたプレイリストを会場内で流している。このプレイリストはメンバー4人それぞれが選曲したもので、公演終了後に音楽ストリーミングサービス上で公開されている（詳細は下記リンクを参照）。なお、kenが作るプレイリストは一つのテーマに則ったようなものが多く、これまでにメタルの楽曲を中心に集めたプレイリストや、会場となった"東京"という地名が入ったタイトルを集めたプレイリストを公開している。
- L'Arc〜en〜Cielのライヴ開演前に流されたken選曲のオープニングBGMのプレイリスト一覧

2020年 - 『ARENA TOUR MMXX OPENING BGM』
2021年 - 『L'APPY BIRTHDAY! OPENING BGM』
2021年 - 『30th L'Anniversary TOUR OPENING BGM』
2022年 - 『30th L'Anniversary LIVE OPENING BGM』

## ソロアーティストとして
kenは、2006年8月にKen名義でシングル「Speed」をリリースし、ソロアーティストとしての活動を開始した。Kenは当初、2002年に結成したSONS OF ALL PUSSYSを2006年から再始動することも検討していたが、結果的にソロ名義で作品をリリースすることにしている。Kenは、2006年にSONS OF ALL PUSSYSの活動を再始動しなかった理由について、「2005年末のSONS OF ALL PUSSYSのリハのとき、なんかもっと歌詞を伝えるようになりたいなぁ、なんてことを思いつつ。で、それは"とにかくYeah!"って言ってるっていうものとはちょっと違うじゃないですか、歌詞を伝えることと。そんな気分になってるんだよねって話はメンバーに伝えて。その後、しばらくそのままの状態だったのかな。で、年が明けてからも、SONS OF ALL PUSSYSっぽい曲がなかなかできないねぇ…みたいな感じで。そうこうしてる間も、メンバーそれぞれがチョコチョコ忙しくしてたっていうのもあって、なんとなくSONS OF ALL PUSSYSは離陸せずに今に至るって感じかな」「L'Arc〜en〜Cielのライヴで秦野（猛行）さんがずっとキーボードを弾いてくれてるでしょ。で、ライヴツアー「AWAKE TOUR 2005」のときの秦野さんのインプロビゼーションとかも、本当に素晴らしいなと思いながらライヴをやってたから、一緒になんかできたらいいなと思った」と述べている。
また、Ken曰く、ソロ活動を始めるきっかけのひとつには、「ゲイリー・ムーアのカバーをやってみたい」という思いがあったという。Kenは2006年に受けた音楽雑誌のインタビューで「実はそれ（＝ゲイリー・ムーアをカバーしてみたいこと）は前から思ってたんだよ。SONS OF ALL PUSSYSでも"ゲイリー・ムーアの「エンプティ・ルーム」を演りたい"って、何回か言ってたけど、たぶん冗談だと思われたんだろうと思う（笑）」「そもそも「エンプティ・ルーム」をライヴでやりたいから、レコーディングしたい。けどカバーだけだとおかしいかなと思って、タイトル曲を自分の曲にっていう順番だから」と語っている。このように、他アーティストのカバーをやってみたいという思いがソロ活動開始の背景にあったことから、これまでに4曲のカバーが音源として発表されている。さらにソロ名義で開催したライヴにおいても、頻繁に他アーティストの楽曲のカバーを披露している。
このソロプロジェクトでKenはボーカルを務めており、楽曲によってはギター、ピアノ、キーボード、プログラミングをレコーディングで担当することもある。また、2010年に発表したミニアルバム『The Party』では、ツアーサポートを務める秦野猛行と白田一秀（PRESENCE、GRAND SLAM）とコライトで楽曲制作を行っている。Kenはミニアルバム発売時に受けたインタビューで、コライトに取り組んだ経緯・効果について「自分ひとりの瞬発力で作ってたとしても、その手前には自分の経験があって、そこから曲なりが出てくるじゃない？でも共作だと、ほかの人の経験なんて知らないし、人の感覚なんてわからないところから突然出てくる」「お任せというか。音さえ良ければ何の抵抗もないんだよね。どんな曲調でも」と語っている。
ちなみに、Kenのソロワークスのアルバムレコーディングには、ベーシストのTAKASHI（BUG、ex.DIE IN CRIES）がほぼ固定で参加しているが、ドラマーに関しては様々なミュージシャンが招聘されている。なお、これまでに、宮脇“JOE”知史（44MAGNUM, ex.ZIGGY, RIDER CHIPS, MADBEAVERS）や村石雅行（FAZJAZ.jp、ex.KENSO）、永井利光、長谷川浩二（Cube-ray）、湊雅史（ex.DEAD END）、真矢（LUNA SEA）といったドラマーがレコーディングに参加している。そして現在に至るまでバンド活動と並行しながら、作品リリースとライヴ活動を続けている。なお、現在までにソロ名義で、アルバム2作品、シングル・単曲配信3作品を発表している。
また、Kenは2016年・2017年に、自身が主宰するライヴイベント「PARTY ZOO」を開催している。このイベントには、自ら声をかけて集めた後輩バンドたちが多く参加している。そして2008年以降はMUCCやBAROQUEといったバンドのアレンジ作業や楽曲プロデュースも行っており、活動の場を広げている。

### C.H.Lion Rag baby
Kenがソロ名義で発表したライオンをモチーフにしたマスコットキャラクターで、通称はラグベベ。
ラグベベは、Ken名義で主催したライヴに登場したり、新譜リリースに関する告知をTwitter（現：X）やブログで行ったり、Kenの活動のサポート役を担っている。また、2010年頃には様々なゆるキャライベントに参加しており、2013年に参加した「ゆるキャラグランプリ2013」（通称・ゆる-1）では、企業枠において335体のキャラクターがエントリーする中、10位に入賞している。

## サポートメンバー

### バックバンドメンバー
| 名前                                                          | パート     | 期間     |
| ------------------------------------------------------------- | ---------- | -------- |
| 中間英明 （ex.Hurry Scuary, ex.ANTHEM, ex.HELL'N'BACK)        | ギター     | 2008年〜 |
| 白田一秀 （GRAND SLAM, PRESENCE)                              | ギター     | 2008年〜 |
| TAKASHI （ex.DIE IN CRIES, BUG）                              | ベース     | 2006年〜 |
| 宮脇“JOE”知史 （44MAGNUM, ex.ZIGGY, RIDER CHIPS, MADBEAVERS） | ドラム     | 2008年〜 |
| 秦野猛行 （L'Arc〜en〜Cielサポート）                          | キーボード | 2006年〜 |

#### 上記以外のバックバンドメンバー
| 名前                          | 期間                                                                           |
| Guitar                        | Guitar                                                                         |
| ----------------------------- | ------------------------------------------------------------------------------ |
| ミヤ （MUCC, Petit Brabancon) | ライヴイベント「天嘉 -伍-」にサポートギタリストとして参加                      |
| Jimmy （44MAGNUM)             | ライヴイベント「JACK IN THE BOX 2007」にサポートギタリストとして参加           |
| SHARA （EARTHSHAKER)          | ライヴイベント「JACK IN THE BOX 2007」にサポートギタリストとして参加           |
| Shinji （シド）               | ライヴイベント「JACK IN THE BOX 2010」にサポートギタリストとして参加           |
| Bass                          |                                                                                |
| YUKKE （MUCC）                | ライヴイベント「JACK IN THE BOX 2010」にサポートベーシストとして参加           |
| Drums                         |                                                                                |
| SATOち （MUCC）               | ライヴイベント「天嘉 -伍-」にサポートドラマーとして参加。                      |
| 工藤義弘 （EARTHSHAKER）      | ライヴイベント「JACK IN THE BOX 2007」にサポートドラマーとして参加             |
| Яyo （girugamesh）            | ライヴイベント「JACK IN THE BOX 2010」にサポートドラマーとして参加             |
| Chorus                        |                                                                                |
| Tomo                          | ライヴツアー「TOUR 2009 “LIVE IN PHYSICAL”」以降のライヴにコーラスとして参加。 |

### ゲストミュージシャン
（※）上記ライヴサポートミュージシャン以外を除く、レコーディングに参加したアーティストを記載
| 名前                             | 期間 |
| Drums                            | Drums |
| -------------------------------- | --- |
| 村石雅行 （FAZJAZ.jp、ex.KENSO） | 2006年に発表したシングルの表題曲「Speed」レコーディングにドラマーとして参加 |
| 長谷川浩二 （Cube-ray）          | 2009年に発表したシングルの表題曲「Deeper」や、 2009年発売のアルバム『IN PHYSICAL』収録の「In Physical」のレコーディングにドラマーとして参加                                        |
| 永井利光 （氷室京介サポート）    | 2009年発売のアルバム『IN PHYSICAL』収録の「Spin Along」「ETERNAL REST」や、 2010年発売のアルバム『The Party』収録の「solitary stroll」「Blow」のレコーディングにドラマーとして参加 |
| 湊雅史 （ex. DEAD END）          | 2009年発売のアルバム『IN PHYSICAL』収録の「Gimme Your Name」のレコーディングにドラマーとして参加                                                                                   |
| 真矢 （LUNA SEA）                | 2009年発売のアルバム『IN PHYSICAL』収録の「My Angel」「Save me」のレコーディングにドラマーとして参加                                                                               |

## 略歴
1992年
- L'Arc〜en〜Cielに加入（その後の活動の詳細は『L'Arc〜en〜Cielの頁』を参照）。

2002年
- 8月9日、札幌KRAPS HALLで開催したライヴを皮切りに、SONS OF ALL PUSSYSとして表立った活動を開始（その後の活動の詳細は『SONS OF ALL PUSSYSの頁』を参照）。

2004年
- 4月7日、清春が発表したアルバム『poetry』の収録曲「唯一遠くへ」にギタリストとして参加。

2006年
- 8月23日、所属事務所が設立したインディレーベル、Danger Crue RecordsよりKen名義で1stシングル「Speed」を発売。
- 12月26日、日本武道館で行われたライヴイベント「Danger Crue presents 天嘉 -伍-」に出演。

2007年
- 12月26日、日本武道館で行われたライヴイベント「JACK IN THE BOX 2007」に出演。セッションメンバーとして参加。

2008年
- 8月27日、MUCCが発表したシングル「アゲハ」のプロデュースを担当。なお、この作品が、kenによるMUCCのシングルプロデュース第一弾となる。
- 12月27日、日本武道館で行われたライヴイベント「JACK IN THE BOX 2008」に出演。

2009年
- 1月28日、MUCCが発表したシングル「空と糸」のプロデュースを担当。なお、この作品が、kenによるMUCCのシングルプロデュース第二弾となる。
- 3月4日
2ndシングル「Deeper」発売。
MUCCが発表したアルバム『球体』の収録曲「アゲハ」「ハイドアンドシーク」「陽炎」「浮游」「空と糸」「hanabi」のプロデュースを担当。
- 4月22日、1stアルバム『IN PHYSICAL』発売。
- 6月18日 - 7月16日、自身初となるソロライヴツアー「Ken TOUR 2009 “LIVE IN PHYSICAL”」を開催。
- 8月15日、幕張メッセ国際展示場 1-3ホールで行われたライヴイベント「JACK IN THE BOX 2009 SUMMER」に出演。
- 11月18日、ライヴビデオ『Ken TOUR 2009 “LIVE IN PHYSICAL”』発売。
- 11月25日、MUCCが発表したシングル「フリージア」のプロデュースを担当。なお、この作品が、kenによるMUCCのシングルプロデュース第三弾となる。
- 12月9日、JCBホールにてライヴ「Ken LIVE in TOKYO 〜11日遅れのBirthday〜」をで開催。オープニングゲストとしてTETSUYA（L'Arc〜en〜Ciel）が出演[70]。
- 12月27日、日本武道館で行われたライヴイベント「JACK IN THE BOX 2009」に出演。

2010年
- 8月4日、1stミニアルバム『The Party』発売。
- 8月21日、幕張メッセ国際展示場 4-6ホールで行われたライヴイベント「JACK IN THE BOX 2010 SUMMER」に出演。
- 10月5日 - 11月11日、ライヴツアー「Ken TOUR 2010 “Hey! Join The Party!”」を開催。
- 11月6日、横浜国立大学 野外音楽堂にてライヴ「Ken TOUR 2010 “Hey! Join The 常盤祭!”」を開催。
- 12月27日、日本武道館で行われたライヴイベント「JACK IN THE BOX 2010」に出演。セッションメンバーとして参加。

2011年
- 6月26日、有明TFTホールで行われたイベント「TOKYO GUITAR SHOW 2011」に出演。このイベントでkenは、来場者とのギター談義を行っている。
- 12月27日、日本武道館で行われたライヴイベント「JACK IN THE BOX 2011」に出演。セッションメンバーとして参加。

2012年
- 8月19日、VAMPSが企画するライヴイベント「VAMPS LIVE 2012 BEAST ON THE BEACH」に出演。

2013年
- 5月24日、act*squareにてディナーショー「Ken Special Live 〜Dinner Show set〜 & 〜After Party set〜」を開催。
- 6月29日、ベルサール渋谷ガーデンで行われたイベント「TOKYO GUITAR SHOW 2013」に出演。このイベントでkenは、自身のシグネイチャーモデル「Fender CustomShop Stratocaster Galaxy Red」の購入者イベントへ登壇し、ステージ上に招かれた来場者とのギター談義を行っている[107]。
- 8月11日、VAMPSが企画するライヴイベント「VAMPS LIVE 2013 BEAST PARTY」に出演。
- 12月20日、act*squareにてディナーショー「Ken Special Live 〜PREMIUM CHRISTMAS DINNER & SHOW〜」を開催。

2014年
- 6月28日、ベルサール渋谷ガーデンで行われたイベント「TOKYO GUITAR SHOW 2014」に出演。このイベントでは、"Ken × Fender Amps Special Talk Show"と題し、フェンダーアンプなどについて語るトークセッションが行われた[108]。
- 8月24日、VAMPSが企画するライヴイベント「VAMPS LIVE 2014 BEAST PARTY」に出演。
- 11月24日、東京ビッグサイト 会議棟 レセプションホールAで行われたイベント「プロフェッショナル・ワークショップ Powered by RittorMusic」に出演。

2015年
- 8月23日、VAMPSが企画するライヴイベント「VAMPS LIVE 2015 BEAST PARTY」に出演。
- 9月16日、アメリカの老舗弦メーカー、Dean Markley社とナショナルエンドーストメント契約を結んだことを公表[109]。
- 10月24日、VAMPSが企画するライヴイベント「HALLOWEEN PARTY 2015」に出演。セッションメンバーとして参加。
- 12月16日、AKiが発表したアルバム『EPHEMERAL』の収録曲「The Inside War」にギタリストとして参加。

2016年
- 1月23日 - 4月1日、MUCCとAKiが開催したライヴツアー「MAVERICK DC presents DOUBLE HEADLINE TOUR 2016 『M.A.D』」にゲスト出演。
- 6月15日、MUCCが発表したシングル「ハイデ」のプロデュースを担当。なお、MUCCのシングルをプロデュースするのは、2009年以来約7年ぶりのこととなる。
- 8月14日、VAMPSが企画するライヴイベント「VAMPS LIVE 2016 BEAST PARTY」に出演。
- 9月11日 - 10月9日、自身が主催したライヴイベントツアー「PARTY ZOO 〜Ken Entwines Naughty stars〜」を開催。
- 9月14日、MUCCが発表したシングル「CLASSIC」のプロデュースを担当。
- 10月26日、BAROQUEが発表したシングル「GIRL」のプロデュースを担当。
- 11月5日、品川ステラボールで行われたライヴイベント「JACK IN THE BOX mini」にスペシャルゲストとして出演。セッションメンバーとして参加。
- 12月10日、銀座山野楽器本店7FイベントスペースJamSpotにてイベント「銀座山野楽器本店 Presents Ken（L'Arc〜en〜Ciel） Guitar Clinic」を開催[110]。
- 12月27日、日本武道館で行われたライヴイベント「MAVERICK DC GROUP 35th Anniversary『JACK IN THE BOX 2016』」に出演。セッションメンバーとして参加。

2017年
- 1月25日、MUCCが発表したアルバム『脈拍』の収録曲すべてのプロデュースを担当。
- 9月13日、MUCCが発表したセルフカバーアルバム『殺シノ調べⅡ This is NOT Greatest Hits』の収録曲「流星」「モノクロの景色」の編曲を担当。
- 11月22日、MUCCのトリビュートアルバム『TRIBUTE OF MUCC -縁 [en]-』に「EMP」のカバーで参加。
- 11月22日・23日、Zepp Tokyoにて自身が主催したライヴイベント「PARTY ZOO 2017」を開催。
- 12月23日・24日、幕張メッセ国際展示場 4-6ホールで行われたHYDEのソロコンサート「HYDE Christmas Concert 2017 -黒ミサ TOKYO-」にゲスト出演。
- 12月27日、日本武道館で行われたMUCCのライヴ「20TH ANNIVERSARY MUCC祭「えん7 FINAL」in 武道館」にゲスト出演。

2018年
- 1月17日、A9が発表したシングル「F+IX=YOU」のプロデュースを担当。
- 1月24日、DaizyStripperが発表したシングル「4GET ME NOT」の収録曲「4GET ME NOT」「ラビットファンタジーパレード」のプロデュースを担当。
- 4月25日、A9が発表したアルバム『PLANET NINE』の収録曲「F+IX=YOU」「UNREAL」のプロデュースを担当。
- 6月16日、ベルサール渋谷ガーデンホールで行われたイベント「FENDER CUSTOM SHOP EXHIBITION」に出演。このイベントでは、Kenと、音楽雑誌『ギター・マガジン』編集長の尾堂雅哉、FENDER CUSTOM SHOPのプロダクトマネージャーである大畑篤史を交え、ギターサウンドに関するトークセッションが行われた[111]。
- 7月25日、DaizyStripperが発表したアルバム『シン世カイ』の収録曲「コスモス」のプロデュースを担当。
- 12月27日、日本武道館で行われたライヴイベント「MAVERICK DC GROUP PRESENTS JACK IN THE BOX 2018～LAST BUDOKAN～」に出演。

2019年
- 1月29日、HYDEのソロアコースティックコンサート「HYDE ACOUSTIC CONCERT 2019 黒ミサ BIRTHDAY WAKAYAMA」にサプライズ出演。
- 3月30日、Mt.RAINIER HALL SHIBUYA PLEASURE PLEASUREで行われた圭のライヴ「圭 10th Anniversary live「beautiful emotional picture.」」に出演。
- 6月15日、ラフォーレミュージアム原宿で行われたイベント「FENDER CUSTOM SHOP EXPERIENCE」に出演。このイベントでは、KenとINORAN（LUNA SEA）とのトークセッションが行われた[112]。また、同イベント内で行われたINORANのライヴにKenがゲスト参加し、セッションの他、レッド・ツェッペリンの楽曲「ロックン・ロール」のカバーが披露された[112]。

2020年
- 11月28日
各種配信サイトにて、ソロ作品の単曲配信ならびにサブスクリプションサービス（定額制音楽配信）を開始。
配信限定楽曲「Ambient before the Trigger (Live at Trigger In The Box 2019)」の配信開始。

2021年
- 11月10日、Charが総指揮・楽曲提供・プロデュースを務めた、Char & Fender All Starsによるチャリティソング「We Love Music」にギターで参加[20]。

2022年
- 2月2日、逹瑯（MUCC）が発表したソロアルバム『非科学方程式』に収録された楽曲「the love letter feat.DURAN」の作詞・作曲・編曲を担当。

2023年
- 6月15日、新たにオープンするFENDER FLAGSHIP TOKYOで行われたイベント「"FENDER FLAGSHIP TOKYO" Opening Party」に出演。このイベントでは、Kenを含め多くのアーティストによるスペシャルセッションを催されており、ken、MIYAVI、Suspended 4thのセッションコーナーでは、L'Arc〜en〜Cielの楽曲「虹」が演奏されている[113]。
- 8月12日 - 9月9日、YouTubeチャンネル『全国エフェクターボード盆栽協会』がアップロードする動画に出演[114]。このチャンネルは林幸宏（全国エフェクター盆栽協会）が企画したもので、ギターやベースのエフェクターボード、機材などにまつわる情報を発信する"全国エフェクターボード盆栽協会"の活動の一環で開設されている[114]。なお、この動画にはKenと林の他に、TAIKING（Suchmos、藤井風サポート）が参加しており、ギターやエフェクター・アンプに関する会話が配信されている[114]。
- 11月28日、BAN×KARA ZONE-Rにて自身初のファンミーティング「C.H.Lion Rag baby presents Ken Birthday meet up event 2023 〜はじめてのオフ会〜」を開催。
- 12月28日、東京国際フォーラム ホールAで行われたMUCCのライヴ「25th Anniversary TOUR Grand Final Bring the End to『Timeless』&『WORLD』」にゲスト出演。
- 12月30日 - 2024年1月26日、YouTubeチャンネル『全国エフェクターボード盆栽協会』がアップロードする動画に出演。なお、この動画にはKenと林の他に、TAIKING（Suchmos、藤井風サポート）、菰口雄矢（ex.TRIX、ずっと真夜中でいいのに。サポート）が参加しており、ギターやエフェクター・アンプに関する会話が配信されている。

2024年
- 6月26日、FENDER FLAGSHIP TOKYOで行われたオープン1周年記念イベント「"FENDER FLAGSHIP TOKYO" FIRST ANNIVERSARY SPECIAL NIGHT」のCharのライヴセッションに飛び入り参加[115][116]。
- 6月29日、東扇島東公園 特設会場で行われた野外ロック・フェスティバル「SiM Presents DEAD POP FESTiVAL 2024」のHYDEのステージにサプライズで出演[117]。
- 8月24日、Zepp Hanedaで行われたライヴイベント「DEZERT Presents SUMMER PARTY ZOO 2024 〜帰って来たM.A.D〜」に出演。
- 11月23日、Billboard Live TOKYOで行われた、ストラトキャスターの70周年を記念したライヴイベント「The Strat Night 2024 Presented by Fender×Billboard Live TOKYO ～Stratocaster 70th Anniversary～」に出演[118]。このイベントでKenは、弓木英梨乃、TOKIE、SATOKO、池尻喜子で構成されたスペシャルバンドとともにゲイリー・ムーアの楽曲「ザ・ローナー」のカバーと[119]、L'Arc〜en〜Cielの楽曲「虹」が披露されている[119]。さらに、スペシャルバンドとKen、春畑道哉（TUBE）、斎藤宏介（UNISON SQUARE GARDEN、XIIX）で、ジミ・ヘンドリックスの楽曲「ヴードゥー・チャイルド」をセッションしている[119]。

2025年
- 1月2日 - 3月15日、YouTubeチャンネル『全国エフェクターボード盆栽協会』がアップロードする動画に出演。なお、この動画にはKenと林の他に、田辺由明（マカロニえんぴつ）が参加しており、ギターやエフェクター・アンプに関する会話が配信されている。
- 6月12日、FENDER FLAGSHIP TOKYOで行われたコラボレーション・コレクションのローンチイベント「S.T. DUPONT×Fender presents "LIGHT MY FIRE"」に出演[120]。
- 8月2日、Zepp Hanedaで行われたライヴイベント「DEZERT Presents SUMMER PARTY ZOO 2025」に出演。

## ディスコグラフィー
（※） L'Arc〜en〜Cielの作品は、「L'Arc〜en〜Cielのディスコグラフィ」を参照。
（※） SONS OF ALL PUSSYSの作品は、「SONS OF ALL PUSSYSのディスコグラフィー」を参照。

### スタジオ・アルバム
|     | 発売日        | タイトル    | 規格   | 規格品番  | 最高順位 |
| --- | ------------- | ----------- | ------ | --------- | -------- |
| 1st | 2009年4月22日 | IN PHYSICAL | CD+DVD | DCCL-6〜7 | 8位      |
| 1st | 2009年4月22日 | IN PHYSICAL | 12cmCD | DCCL-8    | 8位      |

#### ミニアルバム
|     | 発売日       | タイトル  | 規格   | 規格品番    | 最高順位 |
| --- | ------------ | --------- | ------ | ----------- | -------- |
| 1st | 2010年8月4日 | The Party | CD+DVD | DCCL-22〜23 | 18位     |
| 1st | 2010年8月4日 | The Party | 12cmCD | DCCL-24     | 18位     |

### シングル

#### フィジカルシングル
|     | 発売日        | タイトル | 規格   | 規格品番   | 最高順位 | 収録アルバム |
| --- | ------------- | -------- | ------ | ---------- | -------- | ------------ |
| 1st | 2006年8月23日 | Speed    | CD+DVD | XNDC-10214 | 4位      | IN PHYSICAL  |
| 1st | 2006年8月23日 | Speed    | 12cmCD | XNDC-10215 | 4位      | IN PHYSICAL  |
| 2nd | 2009年3月4日  | Deeper   | CD+DVD | DCCL-1〜2  | 7位      | IN PHYSICAL  |
| 2nd | 2009年3月4日  | Deeper   | CD+DVD | DCCL-3〜4  | 7位      | IN PHYSICAL  |
| 2nd | 2009年3月4日  | Deeper   | 12cmCD | DCCL-5     | 7位      | IN PHYSICAL  |

#### デジタルシングル
| 発売日         | タイトル                                                     | 規格                   |
| -------------- | ------------------------------------------------------------ | ---------------------- |
| 2020年11月28日 | Ambient before the Trigger (Live at Trigger In The Box 2019) | デジタル・ダウンロード |

### 映像作品
|     | 発売日         | タイトル                         | 規格 | 規格品番  |
| --- | -------------- | -------------------------------- | ---- | --------- |
| 1st | 2009年11月18日 | Ken TOUR 2009 “LIVE IN PHYSICAL” | 2DVD | DCBL-4〜5 |
| 1st | 2009年11月18日 | Ken TOUR 2009 “LIVE IN PHYSICAL” | 2DVD | DCBL-6〜7 |

### 参加・プロデュース作品
|                       | 発売日         | アーティスト            | タイトル                              | 内容                                                                                           |
| --------------------- | -------------- | ----------------------- | ------------------------------------- | ---------------------------------------------------------------------------------------------- |
| アルバム              | 2004年4月7日   | 清春                    | poetry                                | 収録曲「唯一遠くへ」にギターで参加                                                             |
| シングル              | 2008年8月27日  | MUCC                    | アゲハ                                | 収録曲のプロデュースを担当。kenによるプロデュースシングル第一弾                                |
| シングル              | 2009年1月28日  | MUCC                    | 空と糸                                | 収録曲のプロデュースを担当。kenによるプロデュースシングル第二弾                                |
| アルバム              | 2009年3月4日   | MUCC                    | 球体                                  | 収録曲「アゲハ」「ハイドアンドシーク」「陽炎」「浮游」「空と糸」「hanabi」のプロデュースを担当 |
| シングル              | 2009年11月25日 | MUCC                    | フリージア                            | 収録曲のプロデュースを担当。kenによるプロデュースシングル第三弾                                |
| アルバム              | 2015年12月16日 | AKi                     | EPHEMERAL                             | 収録曲「The Inside War」にギターで参加                                                         |
| シングル              | 2016年6月15日  | MUCC                    | ハイデ                                | 収録曲のプロデュースを担当                                                                     |
| シングル              | 2016年9月14日  | MUCC                    | CLASSIC                               | 収録曲のプロデュースを担当                                                                     |
| シングル              | 2016年10月26日 | BAROQUE                 | GIRL                                  | 表題曲「GIRL」のプロデュースを担当                                                             |
| アルバム              | 2017年1月25日  | MUCC                    | 脈拍                                  | アルバム収録曲すべてのプロデュースを担当                                                       |
| セルフカバー アルバム | 2017年9月13日  | MUCC                    | 殺シノ調べⅡ This is NOT Greatest Hits | 収録曲「流星」「モノクロの景色」 の編曲を担当                                                  |
| トリビュート アルバム | 2017年11月22日 | Various Artists         | TRIBUTE OF MUCC -縁[en]-              | MUCCの楽曲「EMP」のカバーで参加                                                                |
| シングル              | 2018年1月17日  | A9                      | F+IX=YOU                              | 表題曲「F+IX=YOU」のプロデュースを担当                                                         |
| シングル              | 2018年1月24日  | DaizyStripper           | 4GET ME NOT                           | 収録曲「4GET ME NOT」「ラビットファンタジーパレード」のプロデュースを担当                      |
| アルバム              | 2018年4月25日  | A9                      | PLANET NINE                           | 収録曲「F+IX=YOU」「UNREAL」のプロデュースを担当                                               |
| アルバム              | 2018年7月25日  | DaizyStripper           | シン世カイ                            | 収録曲「コスモス」のプロデュースを担当                                                         |
| デジタル シングル     | 2021年11月10日 | Char & Fender All Stars | We Love Music                         | 収録曲「We Love Music」にギターで参加                                                          |
| アルバム              | 2022年2月2日   | 逹瑯                    | 非科学方程式                          | 収録曲「the love letter feat.DURAN」の作詞・作曲・編曲を担当                                   |

### 書籍
| 種別   | 発売日        | タイトル                         | 発行                                   | ISBN                   |
| ------ | ------------- | -------------------------------- | -------------------------------------- | ---------------------- |
| ムック | 1999年1月8日  | L'Arc〜en〜Ciel ken GUITAR WORKS | 宝島社                                 | -                      |
| 単行本 | 2006年9月14日 | Speed                            | シンコーミュージック・エンタテイメント | -                      |
| 単行本 | 2008年2月8日  | IRON MAIKEN                      | ぴあ                                   | ISBN 978-4-8356-1681-0 |
| 単行本 | 2010年3月1日  | 放談我報X                        | ソニー・マガジンズ                     | ISBN 978-4-7897-3433-2 |
| 単行本 | 2013年1月25日 | Ken牛乳                          | 音楽と人                               | ISBN 978-4-9039-7918-2 |

## ライヴ・コンサートツアー
（※） L'Arc〜en〜Cielとして開催したライヴの詳細は「L'Arc〜en〜Ciel#ライブ・コンサートツアー」を参照
（※） SONS OF ALL PUSSYSとして開催したライヴの詳細は「SONS OF ALL PUSSYS#ライヴ」を参照

## 出演ライヴイベント

### 主宰ライヴイベント
（※） SONS OF ALL PUSSYSが主宰したライヴイベントの詳細は「SONS OF ALL PUSSYS#ライヴ」を参照

### 出演フェス・イベント
（※） L'Arc〜en〜Cielとして出演したフェス・イベントの詳細は「L'Arc〜en〜Ciel#出演ライブイベント」を参照
（※） SONS OF ALL PUSSYSとして出演したフェス・イベントの詳細は「SONS OF ALL PUSSYS#出演フェス・イベント」を参照
| 年     | タイトル                                                                                        | 会場 |
| ------ | ----------------------------------------------------------------------------------------------- | --- |
| 2006年 | 天嘉 -伍-                                                                                       | 12月26日 日本武道館 |
| 2007年 | JACK IN THE BOX 2007                                                                            | 12月26日 日本武道館（セッションのみ） |
| 2008年 | JACK IN THE BOX 2008                                                                            | 12月27日 日本武道館 |
| 2009年 | JACK IN THE BOX 2009 SUMMER                                                                     | 8月15日 幕張メッセ国際展示場 1-3ホール |
| 2009年 | JACK IN THE BOX 2009                                                                            | 12月27日 日本武道館 |
| 2010年 | JACK IN THE BOX 2010 SUMMER                                                                     | 8月21日 幕張メッセ国際展示場 4-6ホール |
| 2010年 | JACK IN THE BOX 2010                                                                            | 12月27日 日本武道館（セッションのみ） |
| 2011年 | TOKYO GUITAR SHOW 2011                                                                          | 6月26日 有明TFTホール |
| 2011年 | JACK IN THE BOX 2011                                                                            | 12月27日 日本武道館（セッションのみ） |
| 2012年 | VAMPS 『VAMPS LIVE 2012 BEAST ON THE BEACH』                                                    | 8月19日 LAGUNA BEACH特設ステージ（ゲスト出演） |
| 2013年 | TOKYO GUITAR SHOW 2013                                                                          | 6月29日 ベルサール渋谷ガーデン |
| 2013年 | VAMPS 『VAMPS LIVE 2013 BEAST PARTY』                                                           | 8月11日 山中湖交流プラザ きらら（ゲスト出演） |
| 2014年 | TOKYO GUITAR SHOW 2014                                                                          | 6月28日 ベルサール渋谷ガーデン |
| 2014年 | VAMPS 『VAMPS LIVE 2014 BEAST PARTY』                                                           | 8月24日 国営越後丘陵公園野外特設ステージ（ゲスト出演） |
| 2015年 | VAMPS 『VAMPS LIVE 2015 BEAST PARTY』                                                           | 8月23日 幕張海浜公園内特設ビーチステージ（ゲスト出演） |
| 2015年 | HALLOWEEN PARTY 2015                                                                            | 10月24日 幕張メッセ国際展示場 9-11ホール（セッションのみ） |
| 2016年 | MUCC & AKi 『MAVERICK DC presents DOUBLE HEADLINE TOUR 2016 『M.A.D』』                         | 1月23日 三郷市文化会館（ゲスト出演） 2月26日 金沢市文化ホール（ゲスト出演） 2月28日 広島JMSアステールプラザ大ホール（ゲスト出演） 3月11日 福島市民会館（ゲスト出演） 3月26日 道新ホール（ゲスト出演） 3月27日 道新ホール（ゲスト出演） 3月31日 LIQUIDROOM（ゲスト出演） 4月1日 LIQUIDROOM（ゲスト出演） |
| 2016年 | VAMPS 『VAMPS LIVE 2016 BEAST PARTY』                                                           | 8月14日 舞洲太陽の広場野外特設ステージ（ゲスト出演） |
| 2016年 | JACK IN THE BOX mini                                                                            | 11月5日 品川ステラボール（セッションのみ） |
| 2016年 | 銀座山野楽器本店 Presents Ken（L'Arc〜en〜Ciel） Guitar Clinic                                  | 12月10日 銀座山野楽器本店7FイベントスペースJamSpot |
| 2016年 | MAVERICK DC GROUP 35th Anniversary JACK IN THE BOX 2016                                         | 12月27日 日本武道館 |
| 2017年 | HYDE 『HYDE Christmas Concert 2017 -黒ミサ TOKYO-』                                             | 12月23日 幕張メッセ国際展示場 4-6ホール（ゲスト出演） 12月24日 幕張メッセ国際展示場 4-6ホール（ゲスト出演） |
| 2017年 | MUCC 『20TH ANNIVERSARY MUCC祭「えん7 FINAL」in 武道館』                                        | 12月27日 日本武道館（ゲスト出演） |
| 2018年 | FENDER CUSTOM SHOP EXHIBITION                                                                   | 6月16日 ベルサール渋谷ガーデンホール |
| 2018年 | MAVERICK DC GROUP PRESENTS JACK IN THE BOX 2018～LAST BUDOKAN～                                 | 12月27日 日本武道館（セッションのみ） |
| 2019年 | HYDE 『HYDE ACOUSTIC CONCERT 2019 黒ミサ BIRTHDAY WAKAYAMA』                                    | 1月29日 和歌山ビッグホエール（サプライズ出演） |
| 2019年 | 圭 『10th Anniversary live「beautiful emotional picture.」』                                    | 3月30日 Mt.RAINIER HALL SHIBUYA PLEASURE PLEASURE（ゲスト出演） |
| 2019年 | FENDER CUSTOM SHOP EXPERIENCE                                                                   | 6月15日 ラフォーレミュージアム原宿 |
| 2019年 | MUCC Presents Trigger In The Box                                                                | 12月27日 日本武道館 |
| 2023年 | "FENDER FLAGSHIP TOKYO" Opening Party                                                           | 6月27日 FENDER FLAGSHIP TOKYO |
| 2023年 | MUCC 『25th Anniversary TOUR Grand Final Bring the End to『Timeless』&『WORLD』』               | 12月28日 東京国際フォーラム ホールA（ゲスト出演） |
| 2024年 | "FENDER FLAGSHIP TOKYO" FIRST ANNIVERSARY SPECIAL NIGHT                                         | 6月26日 FENDER FLAGSHIP TOKYO（飛び入りゲスト出演） |
| 2024年 | SiM Presents DEAD POP FESTiVAL 2024                                                             | 6月29日 東扇島東公園 特設会場（HYDEのステージにサプライズ出演） |
| 2024年 | DEZERT Presents SUMMER PARTY ZOO 2024 〜帰って来たM.A.D〜                                       | 8月24日 Zepp Haneda |
| 2024年 | The Strat Night 2024 Presented by Fender×Billboard Live TOKYO ～Stratocaster 70th Anniversary～ | 11月23日 Billboard Live TOKYO |
| 2025年 | S.T. DUPONT×Fender presents "LIGHT MY FIRE"                                                     | 6月12日 FENDER FLAGSHIP TOKYO（ゲスト出演） |
| 2025年 | DEZERT Presents SUMMER PARTY ZOO 2025                                                           | 8月2日 Zepp Haneda |

## タイアップ
| 年     | 曲名   | タイアップ                                                       |
| ------ | ------ | ---------------------------------------------------------------- |
| 2009年 | Deeper | 日本テレビ系ドラマ『GALACTICA/ギャラクティカ』エンディングテーマ |
| 2009年 | Deeper | 第一興商「DAM☆うた」CMソング                                     |
| 2009年 | "S"    | テレビ朝日系番組『業界技術狩人 ギョーテック』エンディングテーマ  |

## ミュージック・ビデオ
| 監督         | 曲名                   |
| ------------ | ---------------------- |
| 川村ケンスケ | 「Deeper」             |
| 濱崎幸一郎   | 「T.P.I.T.P.」         |
| マサオ       | 「In Physical」「"S"」 |
| 山口保幸     | 「solitary stroll」    |
| 湯本美谷子   | 「Speed」              |

## ギタリストとして
kenは、開放弦を交えたアルペジオが印象的なプレイを見せることが多いが、様々なギタリストから影響を受けていることから、多彩なアプローチでギターを弾いている。また、kenは特にギターソロパートにおいて、インプロビゼーション的なアプローチでギターを弾くことが多い。kenが在籍するL'Arc〜en〜Cielにおいて、長きにわたり共同プロデューサーを務めた岡野ハジメ（ex.PINK）は、ギタリストとしてのkenについて「一回弾いたら、二度と同じことは弾けませんみたいな、一期一会を大事にするロック・ギタリスト」と表現している。一方で、作曲者としてのkenは、楽曲を緻密に構築していくことも多く、岡野は「kenちゃんはたまに、リズム・テイクだけだと、最終的にどういう音楽になるかわからないようなギターを弾くことがあるんです。1音だけピーン!という音を弾いて、この音は何で鳴ってるのかなと思っていたら、あとでストリングスやいろいろな音が出揃った時に、"このピーンはトップ・ノートだったんだ。やっと分かった"なんていうこともありました。最初から、重ねた末にそういうハーモニーになることをちゃんと検証できて弾いているんです」と述べている。
kenは2006年に発行された音楽雑誌『GiGS』において、好きなギタリストとして16人のプレイヤーの名前をあげたことがある。なお、ken自身は、自身がフェイバリットとしてあげるギタリストについて「影響を受けれているかわからないけど好きなんだ」と述べている。ken曰く、最初に影響を受けたのはゲイリー・ムーアやマイケル・シェンカーなどの、いわゆるハードロック・ギタリストだったという。そしてハードロックを経て、kenはザ・キュアーやザ・ザを聴くようになっていった。後年kenは、ザ・キュアーに惹かれていった経緯について「元々ハード・ロックの中でも、（ギター）ソロがキレイだとか、ガッツがあるっていう部分のほかに、暗いところが好きだったりして。けど、そういう部分がハード・ロックじゃ足りない面もあるんだよねって話をしたら、ザ・キュアーを勧められて」「（ザ・キュアーは）キャンバスにいろんな色を塗るみたいに、ここはアルペジオの音、ここはアコギの音…とか、そうやってテクスチャーを付けていく感じの音楽で、空気感がすごくいいよね。それと、やっぱりアルペジオが素敵だった」と述懐している。なお、ザ・キュアーのサウンドメイキングは、L'Arc〜en〜Cielの活動初期の頃の楽曲制作において、ひとつのイメージになっていたという。kenは2004年に受けたインタビューの中で、過去の楽曲制作について触れ「アルペジオとか使ってザ・キュアーみたいな雰囲気でバッキングトラックを作ったらどうかとかがあった」と語っている。
また、kenは好きなギタリストとして、ジョニー・マーの名前を頻繁にあげている。kenは1993年に発売されたアルバム『DUNE』に関するインタビューで、「影響を受けたミュージシャンは？」や「注目しているミュージシャンは？」という質問に対しジョニー・マーやザ・ザの名前をあげており、前述の好きなギタリスト16人の中にもジョニー・マーを入れている。kenは2006年に受けたインタビューの中で、ジョニー・マーのギターについて「ザ・ザを聴いたら、バッキングのパターンとか、シンプルだけど印象に残るし、アルペジオとかメロディーとか、すごくカッコ良かったんで、ザ・ザ時代のジョニー・マーが好きなんだよね」と述べている。他には、アラン・ホールズワースやデヴィッド・ギルモア、ロバート・フリップなどのプログレッシブ・ロック・ギタリストも好んでおり、L'Arc〜en〜Cielの初期の頃の楽曲からその影響を垣間見ることができる。なお、kenはアラン・ホールズワースのギターについて「影響を受けれているかどうかはわかんないけど、イングウェイのインタビューかなんかに、アラン・ホールズワースが好きだって書いてあったから聴いてみたんだけど、レガートな奏法だよね。で、ちょっと意味不明に聴こえる部分があったりして、それがすごくカッコいいなって。ビル・フリーゼルとかもそれに近いけど」と述べている。
さらにkenは、前述のギタリスト以外では、パット・メセニーやリー・リトナーといったジャズ・フュージョン系のギタリストや、ロイ・ブキャナン、ボブ・マーリー、ジミ・ヘンドリックス、ドミニク・ミラー、アート・リンゼイ、マーク・E・ネヴィン、トレイシー・チャップマン、エスタス・トンネを好きなギタリストとしてあげている。また、ken曰く、L'Arc〜en〜Cielに入ってからは、ジェフ・バックリィを好んでよく聴いていたという。kenはジェフ・バックリィについて「プレイが速いとか遅いとかじゃなく、ギターで空気感を作るのがすごい上手だなと思った。歌を歌いながら弾くせいか、もしかしたらチューニングを変えてるのかもしれないけど、独特なアルペジオを弾いて、しかもそれがカッコいい。で、ギターの音の配置がすごくインテリっぽいというか。けどパッと聴きは、自然に聴こえるんだよね。（中略）全然違うんだろうけど、ジミ・ヘンドリックスに近い感覚というか、歌とギターだけで空気を作ってしまう人なんだよね」と語っている。
このようにkenは、1980年代またはそれ以前のロックや、ニューウェイヴ・バンドのギタリストを特に好んでいた。ただ、1998年に発表したアルバム『HEART』あたりからオルタナティヴ・ロックに寄ったギターアプローチも徐々に増えてきている。また、2000年に発表された『REAL』を制作していた頃は、前述のジェフ・バックリィの他、ストーン・テンプル・パイロッツなどを聴いていたといい、初期のグランジのようなザクザクとした質感のあるギターサウンドを多く鳴らしている。さらに、2005年に発表した『AWAKE』では、「New World」などの収録曲のレコーディングにおいて、ギターサウンドに厚みを出すアプローチとして同じフレーズをダブルで弾くようにもなっている。kenは「New World」のギター録りについて「今までL'Arc〜en〜Cielでは、ダブル…左右同じことを弾いて、音の壁にするっていうやり方は、避けてきたんだよね。こっちでアルペジオを弾いてるんだったら、こっちは違うメロディーを置くとか、絶対同じものにはならないようにしたいなと思ってて。けど、『SMILE』のころからは曲のテイストとかで、そういうふうにしたほうが映える曲が出てきた感じもしたんで。『SMILE』のとき、ちゃんと同じダブルにしたものはほとんどなかったと思うけど、今回は同じものを2つ弾こうと思って、実際そうした」と語っている。
他にkenは、ボサノヴァなども好んで聴いており、幼いころに好んだハードロック・ギタリストを下敷きに、様々なアプローチでギターを弾いている。岡野ハジメは、kenの「HONEY」でのギタープレイについて「ギターだけ取り出してみると、「HONEY」に聴こえないんですよ。kenちゃんは天才だなと思いましたね。（中略）このギター1本でアレンジの柱ができていて…でも、あれが普通のバー・コードだけで弾いている曲だったら、あんなカッコいい曲にはなっていなかったと思います。分析すると、かなり複雑で高度ですね。ある種のラテンとか、ボサノバみたいなものを感じます」と、2019年に発表した自身の書籍において評価している。なお、作曲者であるhydeも、2012年に自身が発表した自叙伝において「重要なのは、裏で鳴ってるあのメロディで。あのkenの裏メロがハマったから、いい曲になったんだよね」と「HONEY」におけるkenのギタープレイを称賛している。
kenはマイケル・ランドウとの対談において、バンドの中でのギターの役割について「音色面での多彩さもギターの特徴ですが、それに加えて奏法におけるバラエティの豊かさも、楽曲に彩りを与えてくれますよね。例えばコード弾きだったり、指弾きだったり、アルペジオだったり。ピッキングの強弱だけでも、様々なニュアンスを出せますしね」と述べている。また、kenは「Wings Flap」を発売したときに受けたインタビューで、ギターという楽器について「ドレミファソラシドとかの音階に縛られないで、その間の半音や、それこそチョーキングなんかも入れたら無限に（音程が）存在する」と語っている。なお、2017年に発行された音楽雑誌『ギター・マガジン』において、プロギタリストを含めた音楽関係者が選ぶ＜日本の偉大なギタリストTOP100＞という企画が行われた際、kenは36位に選ばれている。ちなみに、kenは同誌において、日本の偉大なギタリストとしてCharの名前をあげている。
余談だが、SHOW-HATE（SiM）は、kenのギタープレイについて「ギターのフレーズが自由で、枠にとらわれてないところが好き」「細かく曲を聴くと、1サビと2サビと3サビではギターフレーズがどれも違う、みたいにアレンジをそれぞれ変えているんですよね。噂によると、ギターのレコーディングも、決めるところは決めているけど、アドリブでもいろいろ入れたりしているらしくて。そういうところも好きなんです。実際にkenさんのフレーズをコピーしていて、“あっ、ここも1番と2番とでは違うんだ!?”みたいな発見や驚きがすごくあって、ギターを弾いていて楽しかったですね」「コピーすると分かるんですけど、kenさんはリズムをトリッキーに崩すようなアプローチもすごく巧いんです。SiMでギターソロを弾くときも、けっこうkenさんから影響を受けてる曲がありますよ」と語っている。また、Katzuya Shimizu（八十八ヶ所巡礼）は、音楽雑誌『ギター・マガジン』の＜ニッポンの偉大なギター名盤100＞という企画において、アルバム『HEART』をあげたうえで「フレーズの発想力と音作りによる表現力がとにかく素晴らしい。テクニック優先ではなく、表現する為に使うテクニックの数々。開放弦を巧みに用いたアルペジオや、その曲の世界観や景色が浮かんでくるようなギター・ソロ。それらが詰まったこのアルバムは僕にとって今も色褪せない名盤です」と述べている。さらに春畑道哉（TUBE）は、kenのギターの音へのこだわりようについて「ディレイの研究がハンパない」「Kenのギターの浮遊感、それはディレイを含めてなんだけど、俺にはできないスタイルだなあ、カッコいいなあと思ってます」と述べている。
なお、kenは2010年代後半以降、様々なメディアでギタリストと対談を行っている。これまでに音楽雑誌においてDURAN（ex.Made in Asia、ex.a flood of circle）や山内総一郎（フジファブリック）らと対談している。また、YouTubeチャンネル『全国エフェクターボード盆栽協会』において、TAIKING（Suchmos）や菰口雄矢（ex.TRIX）、田辺由明（マカロニえんぴつ）と対談・鼎談している（外部リンク）。

## 使用機材

### ギター
kenが初めて手にしたギターは、姉が弾かずに家に置いていたアコースティック・ギターだったという。なお、kenが初めて手にしたエレクトリック・ギターは、ヤマハ・SGだった。その後、ギブソン・エクスプローラーを経て、高校卒業後にフェンダー・ストラトキャスターを友人から譲ってもらったという。
初めて手にしたストラトキャスターは、フェンダー・ジャパンの白だったといい、ピックアップやフレットを換えたり、ハムバッカーを載せたり、試行錯誤を繰り返しながら使い続けていたという。L'Arc〜en〜Cielの活動初期は、この白いストラトキャスターと、バンド加入後直ぐに購入したスタインバーガーをよく使用していた。そしてメジャーデビュー後、1994年発表のアルバム『Tierra』を制作するにあたって、1965年製のストラトキャスターを購入し、レコーディングに導入している。その後、kenはフェルナンデスとエンドースメント契約を結ぶこととなるが、契約前は前述のスタインバーガーの他、ギブソン・レスポール・カスタムなど、様々なメーカーのギターをライヴで使用していた。なお、kenは現在に至るまで、レコーディングでは基本的にストラトキャスターを使っているが、たびたび異なるメーカーやモデルのギターを使用している。
ちなみにkenはこれまでに、「winter fall」のギターソロパートで1967年製のギブソン・ES-345、「Shout at the Devil」で1981年製のギブソン・レスポール・スタンダード、「milky way」で1966年製のフェンダー・コロナドを使用している。また、「HONEY」のレコーディングでは、フェンダー・カスタム・ショップ製のジャズマスターにシングルコイル・ピックアップを3つ取り付けたギターを使用している。さらにkenは、「Spirit dreams inside -another dream-」のレコーディングでhydeから借りたドブロ・ギターを弾いている他、「AS ONE」でギブソン・レスポール、「CHASE」でDragonfly Custom Modelを弾いている。アコースティック・ギターでは、ギブソン・J-50をよく使っており、「虹」や「MY HEART DRAWS A DREAM」のレコーディングでこのモデルを弾いている。
kenはフェルナンデスとの契約が終わった後、2010年にフェンダーとエンドースメント契約を結んでいる。また、2015年には弦メーカーのディーン・マークレイ社とインターナショナルエンドースメント契約を結んでいる。
なお、ken曰く、練習やライヴでは気に入ったギターを使い続けることが多いという。kenは2006年に受けたインタビューで、ギター選びについて「気分はそのときどきでいろいろだけど、あんまり何本かを使い分けたりしないから。基本はそのときのブームがあって、よっぽど合わないときにだけ変えるぐらい。できる限り1本で全部弾きたいからね」と述べている。

#### Fernandes
2009年まではフェルナンデス社とエンドースメント契約を結んでおり、SONS OF ALL PUSSYSと自身のソロ名義活動を除き、ライヴでは自身のシグネイチャーモデルを使用していた。
これまでにkenのシグネイチャーとして発表されたギターシリーズは、全部で3種あり、ストラトキャスタータイプでラージヘッド/21フレット仕様のLDシリーズ、リバースタイプのテレキャスターヘッドタイプで24フレット仕様（2003年まで）もしくは21フレット仕様（2007年以降）のLAシリーズ、フライングVタイプのLVシリーズが発表されている。なお、当初24フレット仕様であったLAシリーズは、2007年頃から新たに21フレット仕様のモデルが開発されており、トレモロユニットもロック式の物からシンクロ式のものへと変更されるようになった。ちなみに、これらはフェルナンデスのミュージシャン・モデルシリーズから各種発売されていた。また、それぞれのシリーズでカラーやスペックの異なる様々なバリエーションが製作されている。
なお、kenはL'Arc〜en〜Cielのライヴにおいて、メインギターとしてLDシリーズ、サブギターとしてLAシリーズを使用することが多かった。基本的にストラトキャスタータイプのLDシリーズを使っていたのは、ギター交換時の感覚的な違和感を回避するためだったという。

#### Fender
フェルナンデスとの契約が終了した2009年以降は、それまでレコーディングにおいてメインで使っていたフェンダー・カスタム・ショップ製のフェンダー・ストラトキャスターを、ライヴやメディア出演でも弾くようになった。そして2010年12月には、フェンダー社と正式なエンドースメント契約を結び、カスタム・ショップにてシグネイチャーモデルの制作が開始されることになった。
そして2010年に、kenのシグネイチャーモデル第一弾としてKen Stratocaster® Galaxy Redが製作されている。このギターは、kenの要望で、フェンダーのマスタービルダーであるグレッグ・フェスラーにより製作されている。kenは、グレッグにギター製作の依頼をした経緯について、「いつだったかグレッグ・フェスラー（マスタービルダー）さんの作ったモデルを弾く機会があって。ハカランダ（ブラジリアン ローズウッド）仕様のストラトキャスターだったのですが、"あ、なんかすごく自分に合っているな"と思ったんです。それからグレッグさんに興味を持つようになりました」と述べている。なお、このギターは2011年に初めて限定発売されており、2017年には安価な日本製モデルがリリースされている。余談だが、このカラーリングのモデルは、ジャズベースバージョンも製作されている。
2013年には、kenが自身の為にカスタマイズし使用していたフェンダー・ジャガーが、米国フェンダー社の製品開発担当者の目に留まり、FSR Jaguar Ken Customとして150本限定で商品化されている。商品版は、ken本人がカスタマイズした仕様に基づきボディーカラーをアークティックホワイトに、同色をヘッドにも配したマッチングヘッドとなっている。この他、弦のテンションを稼ぐためにトレモロ・プレートの位置が修正されており、9.5インチ・ラジアス指板にはミディアム・ジャンボ・フレットが採用されている。
2016年には、フェンダー社とken企画のライヴツアーがコラボし開催されたイベント「FENDER×PARTY ZOO TALK EVENT」において、シグネイチャーモデル第二弾となるKen Stratocaster® Paisley Fantasyが初披露されている。このギターは、第一弾と同様に、フェンダーのマスタービルダーであるグレッグ・フェスラーが手掛けており、名前が表すように、鮮やかなペイズリー柄がペイントされたモデルとなっている。kenはこのギターを持って、上記ツアー及び翌2018年に行われたL'Arc〜en〜Cielの結成25周年記念ライヴ「25th L'Anniversary LIVE」で演奏を行っている。なお、このギターは2022年に初めて発売され、翌2023年には再び受注生産リリースが行われている。余談だが、このシグネイチャーギターは、テレキャスターモデルも製作されている。
2022年には、シグネイチャーモデル第三弾となるKen Stratocaster® Experiment #1が公開されている。このギターは、"Experiment"という名前に表れているように、kenの実験により生まれたモデルとなっており、Paisley Fantasyストラトキャスターの仕様を一部踏襲しながら試行錯誤を重ねたうえで製作されている。また、このギターはkenの「金継ぎされた日本の陶器」というイメージをもとに、白と金色が印象的なカラーリングになっている。なお、kenはこのギターを製作する過程で、自らの手でボディをカッターで削りながら、好みの音が鳴るかたちを探し続けたという。kenは、このギターの製作経緯について「まずは、ボディで試したかったことがありました。経年劣化とともにボディの塗装が削れていくと、いい音になるんじゃないか？という予測が今までの経験上あって、初代のシグネイチャーモデル、Ken Stratocaster Galaxy Redの時に、ボディに耳を近付けて生音を聴くと振動が大きいところと小さいところがあって、気になるポイントがあるとハサミでボディを削っていたんです。
その次にKen Stratocaster Paisley Fantasyが完成して。Paisley Fantasyは模様があるから、ボディ裏の目立たないところを削って耳を当てて聴いた時、“ボディ裏のコンター加工がなかったら巻き弦だけでなくプレーン弦でも低めの音が出るんじゃないか”とふと思ったのが最初のアイディアです。フェンダー・テレキャスターを弾くと、もうちょっとゴツンと音がしてるイメージもあって。それも重なって、コンター加工がされていない、削られていないボディを実験として弾いてみたいと思った」と述懐している。また、kenは、実験作の製作を本格的に始めようと思ったきっかけについて「昔だと電気的な部分で音を好みにしよう、しようって…まぁアンプとかエフェクターとかで…ある程度いこうってやってたんですけど。ギター本体でしか出ない反応？…バチン！って弾いたときにこれぐらい引っかかって、弱く弾いたらこういう音が出るっていうのが、電気的な部分だけでは追いつかない気がして。で、そうなってきたときにはじめて実験する気になった」と述べている。なお、このギターは2022年に発売が開始されており、特別限定版"Limited Ken Stratocaster® Experiment #1"もリリースされている。
2023年には、シグネイチャーモデル第四弾となるKen Stratocaster® HH Prototypeが公開されている。このモデルではExperiment #1から引き続き、コンター加工を施していない。また、ボディは漆黒に塗られ、コンターとネックには深い赤紫色のカラーリングが施されている。そしてピックアップには2基のFishman Fluenceが搭載され、ブリッジにはシンクロナイズドトレモロではなく、ハードテイルが採用されている。なお、このモデルは2024年にL'Arc〜en〜Cielとして開催したライヴツアー「ARENA TOUR 2024 UNDERGROUND」で使われているが、あくまでプロトタイプであり、今後も細かなアップデートが施されていく予定になっている。
余談だが、kenは2010年にフェンダーと契約して以降、日本で開催されたフェンダーのトップラインブランド「FENDER CUSTOM SHOP」のイベントに何度か出演している。また、2023年6月27日には、東京・原宿で開業した世界初のフェンダー旗艦店「FENDER FLAGSHIP TOKYO」のレセプションパーティーに招かれ、自作曲の楽曲を含めたセッションを披露している。

### アンプ・エフェクター等
基本的なライヴでの音作りは、歪み用のアンプとクリーン用のアンプを2台用意して行っている。歪みサウンドは、プレキシ系のアンプをクランチ程度に歪ませ、さらに各種歪みエフェクターでブーストすることで作りあげることが多い。なお、近年のサウンドシステムは、Free The Tone社の製品を中心に設計されている。同社のカスタム・ルーティングユニットを導入したうえで、「Free The Tone OVERDRIVELAND」や「Free The Tone COSMIC WAVE DELAY」「Free The Tone COSMIC WAVE MULTIPLE FILTERING DELAY」「Free The Tone CRUNCHY CHIME BOOSTER」「Free The Tone SILKY GROOVE COMPRESSOR」「Free The Tone 10 BAND EQ (for BASS)/PA-1QB」「Free The Tone INTEGRATED GATE」などの機材・エフェクターを使用している。
キャビネットは、Celesion製のG12-65を搭載したKerry Wright製のものが現在採用されている。また、2021年のライヴでは、メインのアンプとして「Suhr ML-100」、クリーン用のアンプとして「Two-Rock Classic Reverb Signature」、サブアンプとして「FRIEDMAN JJ JUNIOR JERRY CANTRELL SIGNATURE」を導入している。他に公演よっては、サブステージ用として「Fender The Edge Deluxe」と「Fender Deluxe Reverb」が導入されている。
ちなみにkenは、1994年にL'Arc〜en〜Cielとして開催したライヴツアー「Tour Sense of time '94」では、ADA製のMIDIプログラマブル・チューブ・プリアンプ「ADA MP-1」と、パワーアンプ「VHT 2150」を導入し、スピーカーキャビにはPacific製のものを採用していた。1995年・96年の頃には、MarshallやDigitech、Matchlessのアンプを導入するようになっている。そして、1997年に開催したライヴ「1997 REINCARNATION」からは、Marshall製のヘッドアンプも使うようになり、1999年頃には豹柄にカスタムされた「Marshall 1959」がステージに配置されるようになった。なお、豹柄カスタムのMarshallは、2007年頃まで頻繁に導入されていた。2007年には豹柄カスタムのMarshallに加え、クリーン／クランチ用にセッティングされたコラボ・アンプ「65Amp London」と「Roccaforte Levant Series Hi-Gain 100」が使われていた。その後、2012年頃から現在もメインで使っている「Suhr ML-100」と「Two-Rock Classic Reverb Signature」の他、「Divided by 13」やMarshall製、Diezel製、Bogner製のものを楽曲によって装備するようになった。なお、2015年頃はメインで「MAGNATONESUPER FIFTY-NINE HEAD」、クリーン用のアンプで「Fender Deluxe Reverb」を採用していた。
エフェクターは、Free The Tone社のもの以外に、「Shin-ei UNI-VIBE」や「Walrus Audio Julianna」などが機材ラックにセットされている。なお、レア・モデルかつヴィンテージ品である「Shin-ei UNI-VIBE」は、コーラスやビブラート、フェイザーのミックス効果が得られるという理由で、長らく使用されている。また、かつては自身がプロデュースしたオーバードライブ「DOD LOVE DRIVER FX-900」の他、「Klon Centaur」「Electro-Harmonix BIG MUFF Π」「Electro-Harmonix Deluxe Memory Man」「Roger Mayer Voodoo-Vibe」「Katana Clean Boost」「Z.VEX Fuzz Factory」など、様々なメーカーのエフェクターを使用していた。ちなみにキャリア初期から2008年頃までは、ディレイやリバーブといった空間系エフェクトとして、Alesis社のQuadraverbシリーズを愛用していたが、2010年代には「T.C.ELECTRONIC 2290」などをセンドリターンに通して愛用していた。余談だが、kenが初めて購入したコンパクトエフェクターは、「BOSS DS-1」だったという。
なお、2018年12月にL'Arc〜en〜Cielとして開催したライヴ「L'Arc〜en〜Ciel LIVE 2018 L'ArChristmas」からは、主にバッキングとギターソロ用として、自身が開発協力したFree The Tone社のデジタルディレイ・エフェクター「Free The Tone Ken SIGNATURE FUTURE FACTORY/FF-1Y-K」を使うようになっている。このシグネイチャーモデルは、2020年に一般リリースされている。ちなみに、このモデルを導入してからは、Free The Tone社の製品を基本としたセットに一新されている。

## 人物

### プロフィール
- 滋賀県米原市出身で、彦根東高等学校、名古屋工業大学の卒業生。血液型はAB型。なお、kenには姉が1人いる。
  - 自身が在籍するL'Arc〜en〜Cielでリーダー兼ベーシストを務めるtetsuyaは、同郷で幼馴染の関係にあたる[70]。
- バンドメンバーやファンからの愛称は「kenちゃん」。

### 趣味・嗜好
- 知識欲や好奇心が旺盛で、ともにバンドを組んでいるhydeは「知的で頭が良い感じ。だからって訳じゃないのかもしれないけど、会話が面白くて、いつもどこかで高笑いが聞こえるね[55]」とkenの人物像について述べている。また、かつてL'Arc〜en〜Cielのプロモーションを担当し、のちにKi/oon Recordsの代表を務めた中山道彦は、kenについて「彼の会話には話にとりとめはないけど破綻はなく、くだらない衝動だけど結論は本質ついてるみたいな。なおかつ人に対して、またその音楽に対して好奇心旺盛[187][188]」と語っている。
- 飽きっぽい性格であると、hydeに音楽番組で言われたことがある。飽き性であることを示す一例として、kenは昔BMXを買ったものの、ギア変速がついていなかったために一度しか使わず、そのまま何処かに放置したため、所在が分からなくなってしまったエピソードがある。また、一時期は写真を趣味にしていたが、「現像に行った時に名前を書くのが恥ずかしい」という理由で撮らなくなっており、その後も趣味が変わることが多い。なお、近年はゴルフにハマっているという。
  - 一方で、ギターだけは飽きが来ないようで、ken自身も「唯一続いていること」と語っている。hydeは、kenのギターへの愛着について「ずっとギターを弾いてる。子供が（ニンテンドー）DSを手放さないような感じ。隙があれば弾いてる[55]」と語っていたことがある。また、tetsuyaは2012年に発表したインタビュー本『哲学2。』で、kenのギターに対する熱量の高さについて「ユッキー（=yukihiro）とかkenちゃんっていうのは、すごく練習熱心で、常に楽器の練習をしてる[189]」「楽屋でも大音量で練習するんですよね。なので、楽屋がそうだとたぶんhydeは歌に集中出来ないだろうし。やっぱり本番前のヴォーカリストって、ちょっと瞑想する時間も必要じゃないですか。その日のMCの事も考えなきゃいけないし。だったら、音がない方が集中できるだろうと思って、僕がコメット（注：かつてL'Arc〜en〜Cielでライヴ制作に携わっていたスタッフ）に"別の楽屋を用意して、そこで音を出してもらった方がお互いにいいんじゃないの？"って提案したんです。（中略）それで音出し部屋を別に用意してもらったんだけど、今度はそこから出てこなくなったというか、完全に彼らの個室になってしまって、いつの間にかkenちゃん部屋、ユッキー部屋が出来て、結局、楽屋には僕とhydeしかいなくなってしまった（笑）[189]」と語っている。
- 大学生の頃に建築学を専攻していたこと、就職活動をしていたときにゼネコンの面接を受けていたこともあり、建造物に強い関心を持っている。特にダムに関しては、"ダム好き"を自称するほど愛着があり、オフの日にダム観光の旅に出掛けていたほどである。なお、kenは2008年に発行された単行本『IRON MAIKEN』に掲載された質問コーナーにて、「国内外の好きなダム3選」としてフーバーダム、黒部第四ダム、御母衣ダムをあげている[190]。ちなみに、kenはアメリカに訪れた際、現地のコーディネーターに「フーバーダムに行きたい」と伝えたところ、「日本人で君が2人目だよ（笑）[191]」と笑われたエピソードを明かしている。
  - 余談だが、2003年2月7日に放送されたテレビ朝日系番組『タモリ倶楽部』において、kenの持ち込み企画「男の建造物 ダム放水大賞」が採用されている[192]。この回では、ダムの豪快な放水をランキング形式で紹介していく内容が放送されている[192]。
- 幼い頃から家にあった映画音楽のレコードを聴いたり、映画を観ることが好きだったという。1994年にL'Arc〜en〜Cielとしてメジャーデビューしてからも変わらず、頻繁に映画を鑑賞している。なお、2011年には月平均で20本近くの映画を観ており[193]、2012年には2〜3ヶ月で150本ほど映画を観たと述べている[194]。ただ、この時期に多くの映画を短期間で観すぎたため、前に見た映画を途中までまた観てしまうことがあったことから[195]、映画ごとに5段階評価をつけ、Excelにリストとしてまとめるようにしていたという[195]。ken曰く、このリストをもとに単行本を出版する話をされたことがあったそうだが[194]、結局この企画は白紙化されている。
  - kenは、これまでに鑑賞した映画として、『ゴッドファーザー』や『バグダッド・カフェ』[196]『ギルバート・グレイプ』[197]『フォレスト・ガンプ/一期一会』[198]『奇跡の海』[199]『アメリカン・ヒストリーX』[196]『ファイト・クラブ』[200]『ダンサー・イン・ザ・ダーク』[199]『ロード・オブ・ザ・リング』[201]『ディナーラッシュ』[202]『8人の女たち』[203]『オアシス』[204]『たそがれ清兵衛』[205]『ナイト・ミュージアム』[206]『イノセント・ボイス 12歳の戦場』[92]『世界最速のインディアン』[207][92]『最高の人生の見つけ方』[208]『レスラー』[209]『息もできない』[210]『ラブ・クレイジー セックスだけの関係』[211]『カールじいさんの空飛ぶ家』[212]『瞳の奥の秘密』[213]『ムカデ人間』[214]『タッカーとデイル 史上最悪にツイてないヤツら』[215]『パコ・デ・ルシア 灼熱のギタリスト』[216][217]『インターステラー』[218]『草原の実験』[219]『はじまりの街』[220]『マイ ビューティフル ガーデン』[221]『はじまりへの旅』[222]『グリーンブック』[223]『アイリッシュマン』[224]『がんばれ！チョルス』[225]『サバカン SABAKAN』[226]『アウトフィット』[227]『ザリガニの鳴くところ』[228]『ホールドオーバーズ 置いてけぼりのホリディ』[229]『いつか笑いあえるなら』[230]など様々なジャンルの作品の名前をあげている。なお、kenは映画『アイリッシュマン』について「スコセッシが一つのエピローグとしてやってる気もして面白かった[224]」と感想を述べている。
  - また、ドラマでは、『噂の刑事トミーとマツ』[231]や『探偵物語』[3]『俺たちは天使だ』[3]『黄金の犬』[232]『24 -TWENTY FOUR-』[233]『GALACTICA/ギャラクティカ』[233]『天国の階段』[234]『冬のソナタ』[234]『JIN-仁-』[235][236]『最高の離婚』[237]『おかしの家』[238]『ハンドレッド』[239]などを好んで鑑賞している。ちなみにken曰く、幼少期の頃は、杉良太郎が出ているドラマが好きでよく観ていたという。
- 昔から読書が好きで、小説をはじめ、いろいろな本を読んでいる。kenは2005年に受けたインタビューの中で、小説について「小説ってある種、相互作用できるメディアだと思ったんですよ。読む人のペースで読めるし、読む人の感情で声色を作ったり風景を作ったりできる。要するに、小説は読む人が自分の中で自由に、立体的に映像を感じることができる[240]」と述べている。なお、kenは好きな小説家として、レイモンド・カーヴァー[241][242]や浅田次郎[243]の名前をあげたことがある。また、過去に受けたインタビューの中で、「好きな本」として山田詠美や内田春菊の書籍をあげたことがある[241]。他には、自身のSNSアカウントで、伊藤計劃著の『虐殺器官』も好きだったとコメントしている[244]。ちなみにken曰く、昔趣味の一環で小説を一度書いてみたことがあったという[245]。
  - 学書に関連する書物も時折読んでおり、『資本論』[243]や『量子論』[243]『音楽理論』[246]に関する本なども読んでいる。他には、心理学[242]や地政学[242]に関する本も読んでいたという。なお、『音楽理論』に関する本は、知り合いの音大の人に、おすすめを聞いて読んでいたという[246]。ちなみに2022年頃には、「ドミナント7thの起源周りが知りたい[247]」「単音の旋律からどうなっていったか興味がある[247]」という理由で、コードに関する本を読み漁っていたと自身のSNSアカウントで明かしている。
- 漫画では、『ゴルゴ13』[241][248]や『黄昏流星群』[249]を好んで読んでいる。また、ken曰く、少女漫画も時折読んでおり、これまでに『動物のお医者さん』[250]や『君に届け』[250]、雑誌『ヤングロゼ』[250]といった漫画を読んだことがあるという。他には、子供の頃に観たテレビアニメ『天才バカボン』『妖怪人間ベム』『魔女っ子メグちゃん』であったり、『キリン』[251]『ドロヘドロ』[252]『進撃の巨人』[253]『ゴールデンカムイ』[254]といった漫画、アニメ映画『クレヨンしんちゃん』も好きだという[255]。なお、kenは『クレヨンしんちゃん』について「時にしんちゃんの言葉は心に響く[255]」と述べていたことがある。また、kenは好きなジブリ映画として『平成狸合戦ぽんぽこ』をあげたことがある[256]。
- テレビゲームも好んでプレイしている。好きなゲームソフトでは『マリオシリーズ』[257]や『メタルギアシリーズ』[258]『桃太郎電鉄シリーズ』[258]『バイオハザードシリーズ』[258]『ディノクライシスシリーズ』[258]『デビルメイクライシリーズ』[258]『ロスト・プラネットシリーズ』[259]『Bloodborne』[259]をあげている。ちなみにkenは、一番ハマったゲームとして『ロスト プラネット 2』[260][261]をあげている。
  - 他にkenは、『ストリートファイターシリーズ』[260]や『大乱闘スマッシュブラザーズシリーズ』[262]『モンスターハンターシリーズ』[263]『Minecraft』[264]も少し遊んだことがあるという。
  - 余談だが、kenは一時期、ライヴ前のルーティンとして、『バイオハザード5』のマーセナリーズというゲームモードで、自己新記録を出すことを目標としていたことがあった[265]。
- L'Arc〜en〜Cielのメンバーで唯一の喫煙者である（2010年前後にhydeとyukihiroは禁煙している）。ただ、L'Arc〜en〜Cielの加入当初はtetsuyaと同じく、非喫煙者であった。そして、前ドラマーのsakuraが脱退した1997年頃から喫煙を始めている。L'Arc〜en〜Cielが大ブレイクするタイミングで喫煙を始めたために、"ken＝タバコ"というイメージが定着することとなった。なお、kenはライヴにおいてタバコを咥えながらギターを弾くことが多く、屋内会場でも普通に吸っている。

### エピソード
- 幼少期の頃は、一つ上の姉[266]や団地の友達[266]とよく遊んでいたという。また、母親とはプロレスごっこなどをしていたという[266]。なお、kenは1996年に受けたインタビューで、母親との幼少期のエピソードについて「普通って幼稚園より上にあがってから、怪我とかするじゃないですか？学校でコケた！とかで怪我するのに、俺にはなぜか最初から傷がついていた。で、もの心ついた時に"お母さん、コレ何の傷？"って聞いたら"あんたとプロレスごっこして、投げたらステレオの角に当たって切れた"って（笑）[266]」と述懐している。
- また、幼い頃は実家で飼っていた「チャッピー」という名前の白いポメラニアンともよく遊んでいたという[267][2]。
  - なお、kenはL'Arc〜en〜Cielに加入した後、1995年頃に「エリザベス」という名前の猫を飼っていたことがある。この猫は1996年に発表したL'Arc〜en〜Cielのライヴビデオ『heavenly 〜films〜』のオープニング映像に出演している他、フェルナンデスからリリースしたkenのシグネイチャーモデルギターの12フレット目にインレイとして描かれている。
  - 余談だが、kenがフェルナンデスから発表したシグネイチャーモデルギターには、他にトカゲやL'Arc〜en〜Cielのロゴのインレイが入ったものが存在する。さらに、L'Arc〜en〜Cielのシングル「叙情詩」のジャケットデザインをモチーフにした「FERNANDES LD-Custom kk 叙情詩」というギターも製造されている。
- 高校時代にkenは卓球部へ入部したが、本格的な練習を強いられる部活だったため、自分に合わないと感じ、すぐに辞めている[8][10]。そして帰宅部になってからは、遊び惚けていたという[10]。また、高校ではバンド活動も行っていたが、kenは「バンドばっかりしてたってわけでもない[8]」と述べている。ちなみにkenは、高校生の友人がコピーバンドを組み始めるなか[8]、コピーよりもオリジナル曲を制作することに興味・関心を持っていたという[8]。なお、ken曰く、この頃に作った曲は友人や幼馴染のtetsuyaによく聴いてもらっていたという。
  - 学生時代のkenについて、tetsuyaは「kenちゃんは当時からいい曲を書いていた」と語っている。なお、kenはtetsuyaにとって学年が一つ上の"幼馴染の先輩"にあたる。tetsuyaはkenとの関係性について「幼なじみであり、学校の先輩でもあるんで…部活みたいですね（笑）。やっぱり先輩…物心ついた時からずっと知ってるっていうのものあるから。kenちゃんも他のメンバーに対する接し方と俺に対する接し方は違うんですよ。本当に俺は後輩なんで…やっぱ俺には厳しいですよ。俺にだけ、というか俺にはね（笑）。無意識なんだろうけど、俺には厳しいですよ[268]」「やっぱり小学校中学校の頃の1学年上って、えっらい上じゃないですか。この歳になって1個違いってあんまり関係ないけど、小学校中学校の1個上って大先輩ですからね。"ああ、kenちゃん俺にだけキツいなぁ。厳しいなぁ"みたいな（笑）。まぁkenちゃんは無意識なんでしょうけどね[268]」と語っている。

- kenは高校卒業後、名古屋工業大学工学部に進学しており、バンド活動は趣味の一環で行っていたという。そして専攻を決める学年になり、kenは市之瀬敏勝のいる研究室へ入り建築学を学ぶことを選択している。市之瀬曰く、kenは記憶に残る学生だったようで、「ピアスして前の方に座ってね、結構質問してくるんだよね。だいたい僕は授業のときには出席って全然取らない。だから人の名前って全然覚えないんだけど、北村君（＝ken）の名前だけは覚えてたね。それで4年のときに（ゼミに）来てくれたから嬉しかった[14]」と後年述べている。また、kenは市之瀬のいる研究室を選んだ理由について「なんか難しい話が、先生と話してると、なぞなぞみたいになってくる…なぞなぞって言うと変だけど、"勉強"じゃなくなってくるから。"勉強!勉強!"じゃなくして話せてたから、いいなぁって思ってた[14]」と語っている。
  - 研究室に入ってしばらくして、kenはL'Arc〜en〜Cielへ加入することを決め、バンド活動が本格化することを受けて大学を休学している。その後、kenは休学したままL'Arc〜en〜Cielとしてメジャーデビューすることになる。そしてkenは1995年に中京テレビ系番組『キス・ミス・チック』に出演し、恩師を訪ねる企画で久々に市之瀬と対面している。その際、市之瀬は「大学院に行って欲しかった[14]」と懐かしんでいた。また、この番組の最後で、市之瀬からkenへの手紙が読まれている[14]。市之瀬は手紙の中で、「君は時間とは何かについて、今でも色々と考えると言っていましたね。その手の話題が大好きな私としては、そういう哲学的なスタンスを学問の方面で活かして欲しいという希望を未だに捨てきれません[14]」と綴っている。なお、kenはL'Arc〜en〜Cielに加入することを決めた際、市之瀬へその旨を報告しに行っており[269]、L'Arc〜en〜Cielに加入してからは制作した音源や作品を市之瀬へ送っていたという[14]。
  - 番組出演から約1年4ヶ月後の1997年2月に、L'Arc〜en〜Cielの当時のドラマー、sakuraが逮捕されたことに伴い、バンド活動の休止を余儀なくされた。kenは、このタイミングで大学に通いなおし、1998年3月に大学を卒業している。kenは卒業した後も市之瀬と交流があり、たびたびL'Arc〜en〜Cielのライヴに招いている。
  - 余談だが、kenは建築学を専攻していた背景もあってか、2021年9月開催の日本建築学会大会（東海）の懇親会に特別ゲストとして招かれており、学会に向けた動画コメントを送っている[270][271]。ちなみにこの懇親会には、名古屋工業大学の名誉教授となった市之瀬も出席している[270]。
- 2001年頃からL'Arc〜en〜Cielが活動休止状態となり、各メンバーはソロ名義での活動を開始したが、kenは1998年以降に様々なスケジュールが積層していたため疲労感があったようで、音楽活動を約1年ほど行っていなかった。後年kenは、2001年後半の頃を振り返り「麻雀と野球しかしてなかった[16]」と語っている。
  - ちなみにkenは、活動休止期間中にファンクラブ会報誌の企画で、草野球チームを結成している（チーム名は「LOVE FLIES」）。そして、会報の企画の一環で、お笑い芸人の上島竜兵（ダチョウ倶楽部）が率いるチームと対戦している[272]。なお、結果はkenのチームの惨敗だったという。余談だが、kenの草野球チームは、俳優の藤木直人が在籍するチームとも対戦したことがある。

### 交流関係
- 『清春』（黒夢、SADS）

kenはL'Arc〜en〜Cielへ加入する前、名古屋工業大学に通っていたが、その頃に清春と出会っている。そのため、清春との付き合いはかなり古い。そして、L'Arc〜en〜Cielがアマチュアとして活動していた頃、清春の在籍するバンド、黒夢とよく対バンを行っていた。ちなみにL'Arc〜en〜Cielは、当時のアマチュアバンドとしては、対バンライヴをあまり行わない珍しいバンドであったため、黒夢が数少ない対バン相手だった。
L'Arc〜en〜Cielと黒夢がメジャーデビューして以降も2人は交流があり、kenは2004年にSONS OF ALL PUSSYSとして開催したライヴイベント「BUBBLE FESTiVAL」に清春を誘い、対バンを行っている。そして2004年4月には、清春のファーストソロアルバム『poetry』のレコーディングに、kenがゲストギタリストとして招聘されている。
- 『中山道彦』（元ソニー・ミュージックアーティスツ代表取締役）

1996年から2002年までレーベルのA&R担当として、L'Arc〜en〜Cielのプロモーションなどを手掛けていた人物で、kenを含めたL'Arc〜en〜Cielのメンバーからは「みっちゃん」という愛称で呼ばれていた。中山は、のちにL'Arc〜en〜Cielが在籍するKi/oon Recordsの代表、そしてソニー・ミュージックアーティスツの代表取締役を歴任している。ちなみにkenは、2005年10月から約2年半の間、雑誌『Weeklyぴあ』で対談コラム『IRON MAIKEN』を連載していたが、これは中山からの提案がきっかけで始まっている。2008年に単行本化された『IRON MAIKEN』のあとがきにおいて、中山はこの企画をkenにすすめた理由について「一番の理由は当時、"L'Arc〜en〜Cielがレーベルの中で浮いていた"からなんですね。浮いていたというのがわかりにくければ、異次元にいたとでも申しましょうか」「そこでkenちゃんに登場願ったわけなんですが、理由はただひとつ。話が面白いから、なんですね。この人のムダ話とか、くだらない会話は本当に面白いんですね。面白いって笑うとか笑わせるだけでなく、そこに隠れたインテリジェンスとか、なるほどーと思うこととか全部入って面白いんです」と綴っている。
- 『タモリ』（お笑いタレント、テレビ司会者）

2000年1月28日に、タモリが司会を務めるフジテレビ系番組『笑っていいとも!』内のコーナー「テレフォンショッキング」に出演した際、お互いがダム愛好家であることが分かり、意気投合している。その後、kenは2003年2月7日に、タモリが司会を務めるテレビ朝日系番組『タモリ倶楽部』に出演している。この回では、kenの持ち込み企画として「男の建造物 ダム放水大賞」と題し、ダムの豪快な放水をランキング形式で紹介していく内容が放送されている。
なお、kenはこの回以降も、たびたび同番組に招かれている。ほとんどバラエティ番組に出演しないkenがソロで番組に出演することは、非常に珍しいことであった。kenはこの番組が終了するまでに、紙ヒコーキの世界記録挑戦企画や、左官の技術で壁を修繕する企画、鉄道麻雀企画、東京クレーン学校でのロケ企画、ミキシング挑戦企画、自作スピーカー選手権企画、ジミ・ヘンドリクス生誕70周年を記念したオリジナルファズ製作企画に招かれている。
後年kenは、この番組への出演を振り返り「毎回毎回そうだが、この番組はいつ出演しても楽しい」「最初の頃は、台本ちゃんと憶えていかないとマズいよな、と思ってたけど、出演者がみんないつもアドリブで、ほとんど台本通りになった試しがない」「この番組では"はいOKでーす""カットォ！"って声をあまり聞かない。本当にただただ流れで撮って、タモリさんが"ではまた来週"と言ったら終了。凄い」と述懐している。
- 『MUCC』

kenと同じ事務所に所属するロックバンドで、いわゆる後輩にあたるバンドである。同じ事務所にいたことから、MUCCがメジャーデビューする前から付き合いがあった。そして2008年以降、kenはMUCCのレコーディングに参加し、楽曲の編曲・プロデュースを時折担当するようになっている。ちなみにkenは、2017年にMUCCのトリビュートアルバムに参加している。さらに2022年には、同バンドのボーカルの逹瑯がソロ名義で制作したアルバムに向けて、kenが初の楽曲提供を行っている。なお、2021年にMUCCを脱退した元ドラマーのSATOちは、2013年発行の単行本『ken牛乳』で、四コマ漫画の原案を担当していたことがある。
余談だが、kenは同じ事務所に所属するShinji（シド）やSORA（DEZERT）とも交流がある。ちなみにshinjiは、kenの日常を綴ったコラム『ken牛乳』に、かなりの頻度で登場していた。
- 『春畑道哉』（TUBE）

ken曰く、楽器機材の設計・製作やシステムデザインを行っている、Free The Tone社の代表である林幸宏からの紹介をきっかけに、春畑と知り合ったという。なお、最初の出会いは、お互いの趣味であるゴルフだった。春畑曰く、kenと出会う何年か前にL'Arc〜en〜Cielのライヴに訪れたことがあり、ゴルフで一緒になった際に「Kenにはディレイの多彩さがすごいから、どうやって管理しているのか不思議で聞いた」という。
その後、kenと春畑の交流が始まっており、ともにフェンダーギターをメインで使い、エフェクターも同じものを使っていたことがあったため、機材の話を頻繁にするようになったという。そして音楽雑誌『ギター・マガジン』の特集本『GUITAR MAGAZINE SPECIAL ARTIST SERIES/春畑道哉』が制作された際には、同誌で春畑とkenの対談が掲載されることになった。
余談だが、kenは2010年代後半以降、林幸宏との交流をきっかけにギタリストと対談することが増えている。林が開設したYouTubeチャンネル『全国エフェクターボード盆栽協会』において、これまでにTAIKING（Suchmos）や菰口雄矢（ex.TRIX）、田辺由明（マカロニえんぴつ）とギターや機材についての話をする動画がアップロードされている。